# Liste des titres enregistrés par Léo Ferré
Cet article recense, en respectant la chronologie, les titres enregistrés par Léo Ferré qui ont fait l'objet d'une diffusion sur disque.

## Avant-propos
Parue en 1950, la chanson Le Temps des roses rouges a longtemps été considérée comme la première chanson écrite par Léo Ferré. Il n'en est rien : en 1941, Léo Ferré (sous le pseudonyme de Forlane), se produit pour la première fois en public, au théâtre des Beaux Arts de Monte-Carlo. Il y chante : Ah monsieur, jouez-moi du Bach, ainsi qu'une « première version » d'un titre qui deviendra en 1944 L'Opéra du ciel (*). Le Temps des roses rouges est également écrit et composé en 1941.
En 1943, apparaissent de nouvelles chansons : L'Histoire de l'amour, Petite vertu. Ferré met également en musique des poèmes de René Baer : La Mauvaise étoile, Oubli, Le Banco du diable.
Ainsi qu'en 1944 : Suzon (*), Le Carnaval de tous les jours, Ils broyaient du noir (*). Cette même année, il met en musique Le Viveur lunaire de Jules Laforgue, ainsi que La Chanson du scaphandrier (*) et La Chambre (*) de René Baer.
Deux textes inédits datant de 1945 ont été redécouverts dans les années 2010 : La Relève (un temps nommé On change à la Bastille) et La Vénus de carrefour.
L'année suivante, Léo Ferré écrit Les Amants de Lyon, qui deviendra Les Amant de Paris pour Édith Piaf (elle enregistre la chanson en 1948).
1946 est aussi l'année des débuts de Léo Ferré à Paris au Bœuf sur le toit ; en plus des titres précédemment cités, il y interprète L'Inconnue de Londres (*), Le Bateau espagnol (*) et Le Flamenco de Paris (*).
En 1947, il signe son premier contrat avec une maison de disque et lors d'une tournée en Martinique, fait la connaissance de Jamblan dont il met en musique quatre textes : Le marin d'eau douce, Zingare, C'est la fille du pirate (*) et Les Douze (*). Ferré inclura ces deux dernières dans son récit radiophonique De sacs et de cordes en 1951.
Certains des titres indiqués ci-dessus ont été ultérieurement enregistrés (*) ; les autres n'ont pas été retrouvés à ce jour, l'existence d'un enregistrement de ces titres par Léo Ferré est incertaine, voire improbable.
En revanche, certaines chansons retrouvées ont fait l'objet d'un enregistrement tardif par d'autres interprètes. Pour plus de détails concernant les reprises de Léo Ferré, le lecteur peut consulter l'article suivant : Liste des interprètes de Léo Ferré.

## Titres non enregistrés par Léo Ferré
- Textes et musiques sont de Léo Ferré, sauf indications contraires.

| Titre | Date de création présumée | Auteur                                 | Remarques |
| --- | ------------------------- | -------------------------------------- | --- |
| Le piano que baise une main frêle | 1935-36                   | Paroles de Paul Verlaine               | 1er enregistrement dans le double album Les Faux Bijoux & Gilles Droulez chantent Léo Ferré (les inédits), 2003 |
| Jouez-moi du Bach, Un Chant d'amour, Près de toi, Prétexte, Souvenir, Le Vieux Cahier, Le Temps des valses, Je fais parfois un rêve fou | 1940                      | Paroles de Germaine Neumann (présumée) | Paroles et musique non retrouvées à ce jour.                                                                    |
| L'Histoire de l'amour | 1943                      |                                        | 1er enregistrement dans le double album Les Faux Bijoux & Gilles Droulez chantent Léo Ferré (les inédits), 2003 |
| Petite vertu | 1943                      |                                        | 1er enregistrement dans le double album Les Faux Bijoux & Gilles Droulez chantent Léo Ferré (les inédits), 2003 |
| Oubli | 1943                      | Paroles de René Baer                   | 1er enregistrement dans le double album Les Faux Bijoux & Gilles Droulez chantent Léo Ferré (les inédits), 2003 |
| Le Banco du Diable | 1943                      | Paroles de René Baer                   | 1er enregistrement dans le double album Les Faux Bijoux & Gilles Droulez chantent Léo Ferré (les inédits), 2003 |
| On change à la Bastille (La Relève) | 1945                      |                                        | Chanson retrouvée dans les années 2010. Texte publié pour la première fois dans Les Chants de la fureur (2013)  |
| La Vénus de Carrefour | 1945                      |                                        | Chanson retrouvée dans les années 2010. Texte publié pour la première fois dans Les Chants de la fureur (2013)  |
| Le Carrousel du temps perdu | 1945                      |                                        | |
| Marin d'eau douce | 1947                      | Paroles de Jamblan                     | 1er enregistrement dans le double album Les Faux Bijoux & Gilles Droulez chantent Léo Ferré (les inédits), 2003 |
| Zingare | 1947                      | Paroles de Jamblan                     | 1er enregistrement dans le double album Les Faux Bijoux & Gilles Droulez chantent Léo Ferré (les inédits), 2003 |
| Les Vigiles | 1947                      |                                        | 1er enregistrement dans le double album Les Faux Bijoux & Gilles Droulez chantent Léo Ferré (les inédits), 2003 |
| J'aime pas l' pognon | 1952                      |                                        | 1er enregistrement dans le double album Les Faux Bijoux & Gilles Droulez chantent Léo Ferré (les inédits), 2003 |
| Complainte pour Popaul | 1952                      |                                        | 1er enregistrement dans le double album Les Faux Bijoux & Gilles Droulez chantent Léo Ferré (les inédits), 2003 |

## Titres enregistrés
Si la discographie officielle de Léo Ferré débute en 1950 avec ses premiers enregistrements pour la maison de disques Le Chant du Monde, des archives personnelles de l'artiste et d'autres de l'INA permettent de la faire remonter (partiellement) jusqu'en 1944.
Lorsqu'il s'agit d'un poème mis en musique, pour plus de détails le lecteur peut consulter : Liste des poètes chantés par Léo Ferré.

### Les années 1940 - 1950
- Textes et musiques sont de Léo Ferré, sauf indications contraires.

| Titre                                          | Durée             | Dates     | Remarques (auteur et/ou compositeur autre que L.F. / inédit / version alternative / autres...) | Support |
| ---------------------------------------------- | ----------------- | --------- | --- | --- |
| Le Carnaval de tous les jours (Le Petit Faune) | 2:56              | 1944      | Paroles de René Baer. Archive de Léo Ferré, restée inédite jusqu'en 2018 | Coffret La Vie moderne : intégrale 1944-1959 |
| L'Opéra du ciel (1re version) 2e version       | 6:33 5:57         | 1945 1957 | Archive de Léo Ferré, restée inédite jusqu'en 1998 2e version restée inédite jusqu'en 2018 | Long box 2 CD La Vie d'artiste Coffret La Vie moderne : intégrale 1944-1959                                                                           |
| Suzon                                          | 3:16              | 1945      | Archive de Léo Ferré, restée inédite jusqu'en 1998 | Long box 2 CD La Vie d'artiste Coffret La Vie moderne : intégrale 1944-1959                                                                           |
| Le Viveur lunaire                              | 1:51              | 1946      | Paroles de Jules Laforgue. Archive de Léo Ferré, restée inédite jusqu'en 2018 | Coffret La Vie moderne : intégrale 1944-1959 |
| Ils broyaient du noir                          | 1:36              | 1946      | Archive de Léo Ferré, restée inédite jusqu'en 1998 | Long box 2 CD La Vie d'artiste Coffret La Vie moderne : intégrale 1944-1959                                                                           |
| Moi j' vois tout en bleu                       | 3:19 (a) 3:38 (b) | 1946      | Titre inédit issue des archives de la maison de disques Odeon (a) Archive de Léo Ferré, restée inédite jusqu'en 2018. Il existe aussi une version instrumentale (2018) (b). | coffret Intégrale Odéon - volume 8 - (1993) (a) Coffret La Vie moderne : intégrale 1944-1959 (b)                                                      |
| Paris                                          | 1:36              | 1948      | Archive de l'INA, restée inédite jusqu'en 1998 | Long box 2 CD La Vie d'artiste Coffret La Vie moderne : intégrale 1944-1959                                                                           |
| Les Grandes Vacances                           | 3:07              | 1948      | Archive de l'INA, restée inédite jusqu'en 2018 | Coffret La Vie moderne : intégrale 1944-1959 |
| Le Métro                                       | 2:23              | 1948      | Paroles de Francis Claude et Léo Ferré Archive de l'INA, restée inédite jusqu'en 1998 | Long box 2 CD La Vie d'artiste Coffret La Vie moderne : intégrale 1944-1959                                                                           |
| La Rengaine d'amour                            | 3:45              | 1948      | Archive de l'INA, restée inédite jusqu'en 1998 | Long box 2 CD La Vie d'artiste Coffret La Vie moderne : intégrale 1944-1959                                                                           |
| Les Châteaux                                   | 2:09              | 1949      | Paroles Georges Ribemont-Dessaignes archive de l'INA, restée inédite jusqu'en 1998 | Long box 2 CD La Vie d'artiste Coffret La Vie moderne : intégrale 1944-1959                                                                           |
| La Clef                                        | 2:10              | 1949      | Archive de l'INA, restée inédite jusqu'en 2018 | Coffret La Vie moderne : intégrale 1944-1959 |
| Le Fleuve aux amants                           | 2:26              | 1949      | Archive de l'INA, restée inédite jusqu'en 2018 | Coffret La Vie moderne : intégrale 1944-1959 |
| J'ai tant rêvé                                 | 3:40              | 1950      | Paroles de Claude Normand et Raymond Vincy, musique de Roger Bernstein. Chanson enregistrée dans le cadre du tournage de La Cage d'or de Basil Dearden et restée inédite au disque jusqu'en 2018. Piano et chant Léo Ferré, violon Stéphane Grappelli. | Coffret La Vie moderne : intégrale 1944-1959 |
| La Chambre                                     | 2:51              | 1950      | Archive de l'INA, restée inédite jusqu'en 2018 | Coffret La Vie moderne : intégrale 1944-1959 |
| À La Villette                                  | 1:39              | 1950      | Archive de l'INA, restée inédite jusqu'en 1998 | Long box 2 CD La Vie d'artiste Coffret La Vie moderne : intégrale 1944-1959                                                                           |
| Madame Angleterre                              | 2:54              | 1950      | Archive de l'INA, restée inédite jusqu'en 1998 | Long box 2 CD La Vie d'artiste Coffret La Vie moderne : intégrale 1944-1959 et Léo Ferré au cabaret Le Trou, 2 juin 1950                              |
| Les Cloches de Notre-Dame                      | 1:59              | 1950      | version enregistrée le 2 juin au cabaret le Trou, restée inédite au disque jusqu'en 2018 | Coffret La Vie moderne : intégrale 1944-1959 |
| La Chanson du scaphandrier                     | 2:31              | 1950 2000 | Paroles de René Baer | 78 tours Le Chant du Monde album posthume Le Temps des roses rouges                                                                                   |
| Monsieur William                               | 3:12              | 1950 2000 | Paroles de Jean-Roger Caussimon Archive Le Chant du Monde, restée inédite jusqu'en 1998 | Long box 2 CD La Vie d'artiste album posthume Le Temps des roses rouges                                                                               |
| Monsieur Tout-Blanc                            | 3:24              | 1950 2000 | | 78 tours Le Chant du Monde album posthume Le Temps des roses rouges                                                                                   |
| La Vie d'artiste                               | 3:47              | 1950 2000 | Paroles de Léo Ferré et Francis Claude | 78 tours Le Chant du Monde album posthume Le Temps des roses rouges                                                                                   |
| Le Bateau espagnol                             | 1:30              | 1950 2000 | | 78 tours Le Chant du Monde album posthume Le Temps des roses rouges                                                                                   |
| La Femme adultère                              | 2:31              | 1950 2000 | Archive Le Chant du Monde, restée inédite jusqu'en 1998 | Long box 2 CD La Vie d'artiste album posthume Le Temps des roses rouges                                                                               |
| À Saint-Germain-des-Prés                       | 3:09              | 1950 2000 | | 78 tours Le Chant du Monde album posthume Le Temps des roses rouges                                                                                   |
| L'Île Saint-Louis                              | 1:39              | 1950 2000 | Paroles de Léo Ferré et Francis Claude | 78 tours Le Chant du Monde album posthume Le Temps des roses rouges                                                                                   |
| Le Flamenco de Paris                           | 3:12              | 1950 2000 | | 78 tours Le Chant du Monde album posthume Le Temps des roses rouges                                                                                   |
| L'Inconnue de Londres                          | 3:00              | 1950 2000 | | 78 tours Le Chant du Monde album posthume Le Temps des roses rouges                                                                                   |
| Les Forains                                    | 3:25              | 1950 2000 | | 78 tours Le Chant du Monde album posthume Le Temps des roses rouges                                                                                   |
| Barbarie                                       | 2:25              | 1950 2000 | | 78 tours Le Chant du Monde album posthume Le Temps des roses rouges                                                                                   |
| L'Esprit de famille                            | 2:31              | 1950 2000 | | 78 tours Le Chant du Monde album posthume Le Temps des roses rouges                                                                                   |
| Le Temps des roses rouges                      | 2:39              | 1950 2000 | | 78 tours Le Chant du Monde album posthume Le Temps des roses rouges                                                                                   |
| L'Île Saint-Louis (version alternative)        | 3:21              | 1950 2000 | Paroles de Léo Ferré et Francis Claude archive Le Chant du Monde, restée inédite jusqu'en 2000 | album posthume Le Temps des roses rouges |
| Le Flamenco de Paris (version alternative)     | 2:17              | 1950 2000 | archive Le Chant du Monde, restée inédite jusqu'en 2000 | album posthume Le Temps des roses rouges |
| Viole de voiles                                | 1:16              | 1950      | Archive de l'INA, restée inédite jusqu'en 2018 | Coffret La Vie moderne : intégrale 1944-1959 |
| L'Inconnue de Londres (2e version)             | 3:17              | 1951      | De sacs et de cordes est un récit lyrique diffusé pour la 1re fois à la radio française en 1951 Resté depuis inédit, jusqu'en 2004, année de ça diffusion en CD Nous citons ici l'unique titre de l'œuvre interprété par Léo Ferré | album posthume De sacs et de cordes coffret La Vie moderne : intégrale 1944-1959                                                                      |
| Les hommes de la nuit                          |                   | 1952      | Musique du documentaire d'Henri Fabiani Les Hommes de la nuit composée par Léo Ferré (non crédité au générique) Direction et chant Léo Ferré ; narrateur Serge Reggiani Resté inédit au disque jusqu'en 2018 | La Vie moderne : intégrale 1944-1959 |
| Monsieur William (2e version)                  | 3:39              | 1953      | Paroles de Jean-Roger Caussimon | 33 tours 25 cm Paris Canaille (Odeon) |
| La Chambre                                     | 2:58              | 1953      | Paroles de René Baer | 33 tours 25 cm Paris canaille |
| Vitrines                                       | 4:30              | 1953      | | 33 tours 25 cm Paris canaille |
| Le Pont Mirabeau                               | 2:55              | 1953      | Poème de Guillaume Apollinaire | 33 tours 25 cm Paris canaille |
| Judas                                          | 2:41              | 1953      | | 33 tours 25 cm Paris canaille |
| Notre amour (1re version)                      | 2:46              | 1953      | (pour la 2e version, voir Les Vieux Copains) | 33 tours 25 cm Paris canaille |
| ...Et des clous                                | 2:17              | 1953      | | 33 tours 25 cm Paris canaille |
| Les Cloches de Notre-Dame                      | 2:10              | 1953      | | 33 tours 25 cm Paris canaille |
| Paris canaille                                 | 3:18              | 1953      | | 33 tours 25 cm Paris canaille |
| Martha la mule                                 | 2:21              | 1953 2004 | | 78 tours Édition CD de Paris canaille coffret La Vie moderne : intégrale 1944-1959                                                                    |
| Les Grandes Vacances                           | 3:25              | 1953      | | 78 tours Édition CD de Paris canaille coffret La Vie moderne : intégrale 1944-1959                                                                    |
| Byzance (instrumental)                         | 1:45              | 1953 1999 | composé par Ferré, Byzance est le générique de l'émission radiophonique Musique byzantine qu'il anime chaque samedi de 1953. Resté inédit sur quelques supports que ce soit jusqu'en 1999, Byzance est édité sur un CD joint à un livre. Le CD contient trois versions différentes de Byzance Titre réédité de façon plus pérenne en 2004 | Livre + CD La musique souvent me prend... comme l'amour [Mémoire et la mer] édition CD de Paris canaille Coffret La Vie moderne : intégrale 1944-1959 |
| L'Île Saint-Louis (3e version)                 | 3:48              | 1954      | paroles Léo Ferré et Francis Claude Bien qu'il ait rejoint la firme Odeon, Léo Ferré, pour des raisons contractuelles avec Le Chant du Monde, se voit contraint de retourner en studio pour son ancienne maison de disque. Lui devant encore 12 chansons, il choisit de réenregistrer les 12 premiers titres de 1950 (pour rappel, voir l'album Le Temps des roses rouges). Finalement, seulement 11 seront gravés (Le temps des roses rouges ne sera pas réenregistré) | 33 tours 25 cm Le Chant du Monde Chansons de Léo Ferré                                                                                                |
| La Chanson du scaphandrier (2e version)        | 2:57              | 1954      | Paroles de René Baer | 33 tours 25 cm Chansons de Léo Ferré |
| Barbarie (2e version)                          | 3:21              | 1954      | | 33 tours 25 cm Chansons de Léo Ferré |
| L'inconnue de Londres (3e version)             | 4:04              | 1954      | | 33 tours 25 cm Chansons de Léo Ferré |
| Le Bateau espagnol (2e version)                | 4:07              | 1954      | | 33 tours 25 cm Chansons de Léo Ferré |
| À Saint-Germain-des-Prés (2e version)          | 3:12              | 1954      | | 33 tours 25 cm Chansons de Léo Ferré |
| La Vie d'artiste (2e version)                  | 3:18              | 1954      | Paroles de Léo Ferré et Francis Claude | 33 tours 25 cm Chansons de Léo Ferré |
| Le Flamenco de Paris (3e version)              | 2:49              | 1954      | | 33 tours 25 cm Chansons de Léo Ferré |
| Les Forains (2e version)                       | 3:24              | 1954      | | 33 tours 25 cm Chansons de Léo Ferré |
| Monsieur Tout-Blanc (2e version)               | 4:00              | 1954      | | 33 tours 25 cm Chansons de Léo Ferré |
| L'Esprit de famille (2e version)               | 2:31              | 1954      | | 33 tours 25 cm Chansons de Léo Ferré |
| La Chanson du mal-aimé                         | 45:42             | 1954      | Poème de Guillaume Apollinaire Léo Ferré est à la direction d'orchestre L'oratorio est interprété par Bernard Denigny, Nadine Sautereau, Jacques Douai et Henri B. Etcheverry | CD Le Piano du pauvre (édition 2006) |
| La symphonie interrompue                       | 24:20             | 1954      | Écrites par Léo Ferré, ces deux œuvres musicales furent jouées en public à l'opéra de Monte-Carlo le 29 avril 1954. Elles sont diffusées le 3 mai sur Radio Monte-Carlo pour être « oubliées » jusqu'en 2006, année où elles sont jointes au programme de l'édition en CD du disque Le piano du pauvre. | CD Le Piano du pauvre (édition 2006) Coffret La Vie moderne : intégrale 1944-1959                                                                     |
| Le Piano du pauvre (version piano)             | 2:46              | 1954      | En mars 1954, Léo Ferré enregistre ce titre au piano pour l'émission radiophonique Avant-Premières de Luc Bérimont. Cette version restera inédite sur disque jusqu'en 2006 | CD Le Piano du pauvre (édition 2006) |
| Le Piano du pauvre (version accordéon)         | 3:12              | 1954      | Peu après, il fait la connaissance de l'accordéoniste Jean Cardon, avec qui il enregistre en studio la version connue du titre. | 33 tours 25 cm Le Piano du pauvre (Odeon) |
| À la Seine                                     | 3:18              | 1954      | Paroles de Jean-Roger Caussimon | 33 tours 25 cm Le Piano du pauvre |
| L'homme                                        | 2:43              | 1954      | | 33 tours 25 cm Le Piano du pauvre |
| Le Parvenu                                     | 3:17              | 1954      | | 33 tours 25 cm Le Piano du pauvre |
| Mon p'tit voyou                                | 3:30              | 1954      | L'édition CD de 2006 propose également une version instrumentale du titre | 33 tours 25 cm Le Piano du pauvre |
| Notre-Dame de la mouise                        | 3:23              | 1954      | Paroles d'Albert Willemetz et Madeleine Rabereau | 33 tours 25 cm Le Piano du pauvre |
| Graine d'ananar                                | 3:11              | 1954      | | 33 tours 25 cm Le Piano du pauvre |
| Merci mon Dieu                                 | 2:41              | 1954      | L'édition CD de 2006 propose également une version instrumentale du titre | 33 tours 25 cm Le Piano du pauvre |
| La Rue                                         | 2:58              | 1955      | | super 45 tours (Odeon) |
| Vise la réclame                                | 3:00              | 1955      | | super 45 tours |
| Monsieur mon passé                             | 3:27              | 1955      | | super 45 tours |
| L'Âme du rouquin                               | 3:27              | 1955      | | super 45 tours |
| La Vie                                         | 2:14              | 1955      | | 78 tours |
| Le Fleuve des amants (1re version)             | 2:22              | 1955      | (pour la 2e version, voir Les Vieux Copains) | 78 tours |
| En amour                                       | 2:26              | 1955      | | 78 tours |
| La Chanson triste (1re version)                | 3:25              | 1955      | (pour la 2e version, voir Encore du Léo Ferré) | 78 tours |
| Le Guinche                                     | 2:47              | 1956      | | 33 tours 25 cm Le Guinche (Odeon) |
| La Fortune                                     | 3:14              | 1956      | | 33 tours 25 cm Le Guinche |
| Ma Vieille Branche                             | 4:33              | 1956      | | 33 tours 25 cm Le Guinche |
| T'en as                                        | 2:20              | 1956      | | 33 tours 25 cm Le Guinche |
| La Grande Vie                                  | 3:20              | 1956      | | 33 tours 25 cm Le Guinche |
| Le Temps du plastique                          | 2:36              | 1956      | | 33 tours 25 cm Le Guinche |
| Pauvre Rutebeuf                                | 3:23              | 1956      | Poème de Rutebeuf | 33 tours 25 cm Le Guinche |
| L'Amour                                        | 2:16              | 1956      | | 33 tours 25 cm Le Guinche |
| L'été s'en fout (1re version)                  | 2:58              | 1956      | Cet album studio comprend 15 poèmes de Léo Ferré ; 2 sont chantés par l'auteur, les autres sont dits par sa femme Madeleine Ferré. Chaque morceau débute par un texte court de Léo Ferré. Barthélémy Rosso accompagne à la guitare Léo Ferré dans cette version | 33 tours 30 cm Poète... vos papiers ! (Odeon) |
| Les Copains d' la neuille (1re version)        | 3:08              | 1956      | Barthélémy Rosso accompagne à la guitare Léo Ferré dans cette version | album Poète... vos papiers ! |
| Harmonie du soir                               | 2:56              | 1957      | Poème de Charles Baudelaire Ce 30 cm est enregistré à l'occasion du centenaire de la publication du recueil Les Fleurs du mal | album Les Fleurs du mal chantées par Léo Ferré 1857-1957 (Odeon)                                                                                      |
| Le Serpent qui danse                           | 2:51              | 1957      | Poème de Charles Baudelaire | album Les Fleurs du mal chantées par Léo Ferré 1857-1957                                                                                              |
| Les Hiboux                                     | 2:54              | 1957      | Poème de Charles Baudelaire | album Les Fleurs du mal chantées par Léo Ferré 1857-1957                                                                                              |
| Le Léthé                                       | 3:56              | 1957      | Poème de Charles Baudelaire | album Les Fleurs du mal chantées par Léo Ferré 1857-1957                                                                                              |
| Le Revenant                                    | 2:01              | 1957      | Poème de Charles Baudelaire | album Les Fleurs du mal chantées par Léo Ferré 1857-1957                                                                                              |
| La Mort des amants                             | 3:51              | 1957      | Poème de Charles Baudelaire | album Les Fleurs du mal chantées par Léo Ferré 1857-1957                                                                                              |
| L'Invitation au voyage                         | 3:39              | 1957      | Poème de Charles Baudelaire | album Les Fleurs du mal chantées par Léo Ferré 1857-1957                                                                                              |
| Les Métamorphoses du vampire                   | 3:14              | 1957      | Poème de Charles Baudelaire | album Les Fleurs du mal chantées par Léo Ferré 1857-1957                                                                                              |
| À celle qui est trop gaie                      | 3:54              | 1957      | Poème de Charles Baudelaire | album Les Fleurs du mal chantées par Léo Ferré 1857-1957                                                                                              |
| La Vie antérieure                              | 3:21              | 1957      | Poème de Charles Baudelaire | album Les Fleurs du mal chantées par Léo Ferré 1857-1957                                                                                              |
| La Pipe                                        | 1:22              | 1957      | Poème de Charles Baudelaire | album Les Fleurs du mal chantées par Léo Ferré 1857-1957                                                                                              |
| Brumes et pluies                               | 1:58              | 1957      | Poème de Charles Baudelaire | album Les Fleurs du mal chantées par Léo Ferré 1857-1957                                                                                              |
| La Chanson du mal-aimé (2e version)            |                   | 1957      | Poème de Guillaume Apollinaire Cette seconde mouture, est interprétée par : Nadine Sautereau, Camille Maurane, Michel Roux et Jacques Petitjean Léo Ferré dirige l'ensemble | album La chanson du mal-aimé (Odeon) |
| Java partout                                   | 3:07              | 1957      | | super 45 tours (Odeon) |
| La Zizique                                     | 2:52              | 1957      | | super 45 tours |
| Mon Sébasto                                    | 5:11              | 1957      | Paroles de Jean-Roger Caussimon | super 45 tours |
| Comme dans la haute                            | 4:11              | 1958      | Chanson interprétée sur scène et jamais enregistrée sur un album. Il existe par ailleurs une version « studio » enregistrée à la radio française, publiée en 2018. | album live Léo Ferré à Bobino Coffret La Vie moderne : intégrale 1944-1959 (Odeon)                                                                    |
| Les Indifférentes                              | 4:45              | 1958      | Paroles de Jean-Roger Caussimon Cette chanson n'a jamais été enregistré en studio par Léo Ferré | album live Léo Ferré à Bobino |
| Le Temps du tango                              | 3:51              | 1958      | Paroles de Jean-Roger Caussimon | album Encore du Léo Ferré (Odeon) |
| La Chanson triste (2e version)                 | 3:28              | 1958      | (3e version, voir Les Vieux Copains) | album Encore du Léo Ferré |
| La Vie moderne                                 | 7:28              | 1958      | | album Encore du Léo Ferré |
| Mon camarade                                   | 4:14              | 1958      | Paroles de Jean-Roger Caussimon | album Encore du Léo Ferré |
| L'été s'en fout (2e version)                   | 3:31              | 1958      | | album Encore du Léo Ferré |
| Le Jazz-band                                   | 3:44              | 1958      | | album Encore du Léo Ferré |
| L'Étang chimérique                             | 3:17              | 1958      | | album Encore du Léo Ferré |
| Dieu est nègre                                 | 5:15              | 1958      | | album Encore du Léo Ferré |
| Les Copains d' la neuille (2e version)         | 3:38              | 1958      | | album Encore du Léo Ferré |
| Tahiti                                         | 4:21              | 1958      | | album Encore du Léo Ferré |
| Les amoureux du Havre                          | 2:13              | 1958      | enregistrement resté inédit jusqu'en 2018 | Coffret La Vie moderne : intégrale 1944-1959 |
| Rappelle toi                                   | 1:26              | 1958      | inédit jusqu'en 2018 récitant Léo Ferré | Coffret La Vie moderne : intégrale 1944-1959 |
| Tu n'en reviendras pas (1re version)           | 2:26              | 1959      | Les titres suivant furent enregistrés à la radio en 1959, lors des divers passages de Léo Ferré à l'émission Avant-premières de Luc Bérimont Ils sont diffusés pour la première fois en 2006 poème de Louis Aragon | CD posthume La Mauvaise Graine (La Mémoire et la Mer)                                                                                                 |
| Je chante pour passer le temps (1re version)   | 3:00              | 1959      | Poème de Louis Aragon | CD posthume La Mauvaise Graine |
| L'Étrangère (1re version)                      | 3:16              | 1959      | Poème de Louis Aragon | CD posthume La Mauvaise Graine |
| La Belle Amour                                 | 2:36              | 1959      | Paroles de Claude Delécluse, Michèle Senlis Chanson restée inédite jusqu'en 2006 Léo Ferré ne l'a jamais enregistré en studio | CD posthume La Mauvaise Graine |
| Soleil                                         | 2:50              | 1959      | Poème de Luc Bérimont Chanson restée inédite jusqu'en 1993 Léo Ferré ne l'a jamais enregistré en studio | Intégrale Odéon Vol. 08 (1993) CD posthume La Mauvaise Graine                                                                                         |
| Des filles, il en pleut...                     | 3:15              | 1959      | Paroles de Pierre Seghers Chanson restée inédite jusqu'en 2006 Léo Ferré ne l'a jamais enregistré en studio | CD posthume La Mauvaise Graine |
| Green (1re version)                            | 2:04              | 1959      | Poème de Paul Verlaine | CD posthume La Mauvaise Graine |
| L'Âge d'or (1re version)                       | 2:18              | 1959      | | CD posthume La Mauvaise Graine |
| Sérénade (1re version)                         | 2:33              | 1959      | Poème de Paul Verlaine | CD posthume La Mauvaise Graine |
| La Mauvaise Graine                             | 2:55              | 1959      | Chanson restée inédite jusqu'en 2006 Léo Ferré ne l'a jamais enregistré en studio | Livre +CD : Avec le temps de Patrick Buisson (1995) CD posthume La Mauvaise Graine                                                                    |
| Noël                                           | 4:50              | 1959      | Poème de Luc Bérimont Chanson restée inédite jusqu'en 1993 Léo Ferré ne l'a jamais enregistré en studio | Intégrale odéon Vol. 08 (1993) CD posthume La Mauvaise Graine                                                                                         |
| Comme dans la haute (version radio)            | 3:47              | 1959      | Titre chanté au cabaret de la Villa d'Este et diffusé sur les ondes Léo Ferré ne l'a jamais enregistré en studio | CD posthume La Mauvaise Graine |
| La Maffia (1re version)                        | 3:05              | 1959      | Titre chanté au cabaret de la Villa d'Este et diffusé sur les ondes | CD posthume La Mauvaise Graine |
| Mon rêve familier                              | 2:13              | 1959      | Poème de Paul Verlaine Les titres rassemblés sur ce double CD parut en 2004 sont des maquettes de travail de Léo Ferré - consacrées à Arthur Rimbaud et Paul Verlaine - retrouvées dans ses archives personnelles. Le CD 2 regroupe des enregistrements de poèmes de Verlaine. Pour la plupart, ils datent de 1959-début 1960 ; il est toutefois précisé dans le livret de Maudits soient-ils ! : « Nous ne connaissons pas avec précision, les circonstances dans lesquelles ont été effectués les enregistrements publiés dans ce double album. » Pour une meilleure lisibilité regroupons ici l'ensemble des titres du second CD. (Les titres consacrés à Rimbaud sont recensés ici) | double CD posthume Maudits soient-ils ! (La Mémoire et la Mer)                                                                                        |
| Soleils couchants                              | 1:45              | 1959      | Poème de Paul Verlaine | double CD posthume Maudits soient-ils ! |
| Chanson d'automne                              | 3:33              | 1959      | Poème de Paul Verlaine | double CD posthume Maudits soient-ils ! |
| Ô triste, triste était mon âme                 | 3:40              | 1959      | Poème de Paul Verlaine | double CD posthume Maudits soient-ils ! |
| Clair de lune                                  | 2:28              | 1959      | Poème de Paul Verlaine | double CD posthume Maudits soient-ils ! |
| Il pleure dans mon cœur                        | 2:38              | 1959      | Poème de Paul Verlaine jamais officiellement enregistré par Léo Ferré, ce titre est resté à l'état de maquette | double CD posthume Maudits soient-ils ! |
| Sur le balcon                                  | 2:49              | 1959      | Poème de Paul Verlaine jamais officiellement enregistré par Léo Ferré, ce titre est resté à l'état de maquette | double CD posthume Maudits soient-ils ! |
| L'espoir luit                                  | 2:12              | 1959      | Poème de Paul Verlaine | double CD posthume Maudits soient-ils ! |
| Colloque sentimental                           | 3:09              | 1959      | Poème de Paul Verlaine | double CD posthume Maudits soient-ils ! |
| Écoutez la chanson bien douce                  | 2:41              | 1959      | Poème de Paul Verlaine | double CD posthume Maudits soient-ils ! |
| Mon fils est mort                              | 3:26              | 1959      | Poème de Paul Verlaine Jamais officiellement enregistré par Léo Ferré, ce titre est resté à l'état de maquette | double CD posthume Maudits soient-ils ! |
| Pensionnaires                                  | 2:39              | 1959      | Poème de Paul Verlaine | double CD posthume Maudits soient-ils ! |
| Il patinait merveilleusement                   | 2:32              | 1959      | Poème de Paul Verlaine | double CD posthume Maudits soient-ils ! |
| Âme, te souvient-il ?                          | 3:08              | 1959      | Poème de Paul Verlaine | double CD posthume Maudits soient-ils ! |
| Je vous vois encor                             | 3:00              | 1959      | Poème de Paul Verlaine | double CD posthume Maudits soient-ils ! |
| Sérénade                                       | 2:23              | 1959      | Poème de Paul Verlaine | double CD posthume Maudits soient-ils ! |
| Si tu ne mourus pas                            | 4:17              | 1959      | Poème de Paul Verlaine | double CD posthume Maudits soient-ils ! |
| Green                                          | 2:50              | 1959      | Poème de Paul Verlaine | double CD posthume Maudits soient-ils ! |
| Art poétique                                   | 3:07              | 1959      | Poème de Paul Verlaine | double CD posthume Maudits soient-ils ! |
| Marco                                          | 2:42              | 1959      | Poème de Paul Verlaine Jamais officiellement enregistré par Léo Ferré, ce titre est resté à l'état de maquette | double CD posthume Maudits soient-ils ! |
| Dans l'interminable ennui                      | 00:50             | 1959      | Poème de Paul Verlaine Jamais officiellement enregistré par Léo Ferré, ce titre est resté à l'état de maquette | double CD posthume Maudits soient-ils ! |
| Cauchemar                                      | 1:45              | 1959      | Poème de Paul Verlaine Jamais officiellement enregistré par Léo Ferré, ce titre est resté à l'état de maquette | double CD posthume Maudits soient-ils ! |
| Nocturne parisien                              | 1:54              | 1959      | Poème de Paul Verlaine Jamais officiellement enregistré par Léo Ferré, ce titre est resté à l'état de maquette | double CD posthume Maudits soient-ils ! |
| La lune plaquait                               | 1:16              | 1959      | Poème de Paul Verlaine Jamais officiellement enregistré par Léo Ferré, ce titre est resté à l'état de maquette | double CD posthume Maudits soient-ils ! |
| ?                                              |                   | 1959      | Léo Ferré compose la BO du film Douze Heures d'horloge de Géza von Radványi | ? |

### Les années 1960
- (rappel) Textes et musiques sont de Léo Ferré, sauf indications contraires.

| Titre                                               | Durée                 | Dates                         | Remarques (auteur et/ou compositeur autre que L.F. / inédit / version alternative / autres...) | Support |
| --------------------------------------------------- | --------------------- | ----------------------------- | --- | --- |
| Rêvé pour l'hiver                                   | 1 min 51 s            | Date incertaine (1960 ?)      | poème d'Arthur Rimbaud Il s'agit d'une maquette de travail retrouvée dans les archives personnelles de l'artiste | double CD posthume Maudits soient-ils ! |
| Paname                                              | 4 min 31 s            | 1960                          | | 33 tours 25 cm Barclay Paname |
| Merde à Vauban                                      | 3 min 10 s            | 1960                          | paroles de Pierre Seghers | 33 tours 25 cm Paname |
| Les Poètes                                          | 2 min 48 s            | 1960                          | | 33 tours 25 cm Paname |
| La Maffia (2e version)                              | 2 min 49 s            | 1960                          | | 33 tours 25 cm Paname |
| Jolie Môme                                          | 2 min 38 s            | 1960                          | | 33 tours 25 cm Paname |
| Comme à Ostende                                     | 3 min 35 s            | 1960                          | paroles de Jean-Roger Caussimon | 33 tours 25 cm Paname |
| Quand c'est fini ça recommence                      | 2 min 16 s            | 1960                          | paroles de René Rouzaud | 33 tours 25 cm Paname |
| Si tu t'en vas                                      | 4 min 02 s            | 1960                          | | 33 tours 25 cm Paname |
| La poésie fout l'camp, Villon !                     |                       | 1960                          | Titre enregistré en studio par Léo Ferré et resté inédit jusqu'en 2013 | Coffret L'indigné (intégrale studio Barclay 1960 - 1974, en 20 CD)                                                                                |
| La Complainte de Fantômas                           |                       | 1960                          | Poème extrait du feuilleton radiophonique « La Complainte de Fantômas», écrit par Robert Desnos en 1933 et mis en musique par Kurt Weill. Inédit au disque jusqu'en 2016. Écoutez... faites silence - Cent personnes il assassine - Un phare dans la tempête - En consigne d'une gare - Un beau jour des fontaines - Il fit tuer par la Toulouche - La peste en épidémie - Méfiez-vous des roses noires - Il assassina la mère - À la reine de Hollande - À Valmondois un fantôme - Dans la nuit sinistre et sombre - Dans la mer un bateau sombre | Coffret Monsieur mon passé : intégrale 1950-1960 (Le Chant du monde)                                                                              |
| Les Rupins                                          | 3 min 05 s            | 1961                          | Prévu initialement pour un 33 tours 25 cm censuré par Barclay Titre regroupé en 2003 sur le CD posthume Les Chansons interdites... et autres | Super 45 tours Barclay Les chansons interdites de Léo Ferré                                                                                       |
| Miss guéguerre                                      | 3 min 37 s            | 1961                          | Prévu initialement pour un 33 tours 25 cm censuré par Barclay Titre regroupé en 2003 sur le CD posthume Les Chansons interdites... et autres | Super 45 tours Les chansons interdites de Léo Ferré                                                                                               |
| Thank you Satan                                     | 4 min 48 s            | 1961                          | Prévu initialement pour un 33 tours 25 cm censuré par Barclay Titre regroupé en 2003 sur le CD posthume Les Chansons interdites... et autres | Super 45 tours Les chansons interdites de Léo Ferré                                                                                               |
| Les Quat' cents coups                               | 4 min 18 s            | 1961                          | Prévu initialement pour un 33 tours 25 cm censuré par Barclay Titre regroupé en 2003 sur le CD posthume Les Chansons interdites... et autres | Super 45 tours Les chansons interdites de Léo Ferré                                                                                               |
| Les Femmes                                          | 2 min 39 s            | 1961                          | Titre regroupé en 2003 sur le CD posthume Les Chansons interdites... et autres | Super 45 tours Barclay |
| Ta parole                                           | 2 min 54 s            | 1961                          | Titre regroupé en 2003 sur le CD posthume Les Chansons interdites... et autres | Super 45 tours |
| Les Parisiens                                       | 2 min 46 s            | 1961                          | Titre regroupé en 2003 sur le CD posthume Les Chansons interdites... et autres | Super 45 tours |
| L'Amour                                             | 2 min 46 s            | 1961                          | Titre regroupé en 2003 sur le CD posthume Les Chansons interdites... et autres Ce titre ne doit pas être confondu avec la chanson homonyme de 1956 (voir le 33 tours Le Guinche) | Super 45 tours |
| Vingt ans                                           | 2 min 57 s            | 1961                          | Titre regroupé en 2003 sur le CD posthume Les Chansons interdites... et autres | Super 45 tours Barclay |
| Nous deux                                           | 2 min 28 s            | 1961                          | Paroles de Jean-Roger Caussimon Titre regroupé en 2003 sur le CD posthume Les Chansons interdites... et autres | Super 45 tours |
| Les Temps difficiles (1re version studio)           | 3 min 42 s            | 1961                          | On retrouve ce titre la même année sur l'album live Récital Léo Ferré à l'Alhambra Titre regroupé en 2003 sur le CD posthume Les Chansons interdites... et autres | Super 45 tours |
| Les Chéris                                          | 3 min 14 s            | 1961                          | Titre regroupé en 2003 sur le CD posthume Les Chansons interdites... et autres | Super 45 tours |
| Pacific blues                                       | 4 min 13 s            | 1961                          | Prévu pour un 33 tours 25 cm censuré par Barclay, ce titre parait sur la 1re édition de l'album Cette chanson en 1967 Titre regroupé en 2003 sur le CD posthume Les Chansons interdites... et autres | 33 tours 30 cm Cette chanson |
| Regardez-les                                        | 2 min 43 s            | 1961                          | Paroles de Léo Ferré et Francis Claude Prévu pour un 33 tours 25 cm censuré par Barclay, ce titre est présent sur l'album en public Récital Léo Ferré à l'Alhambra paru en 1961. La version studio reste inédite jusqu'en 2003 | CD posthume Les Chansons interdites... et autres                                                                                                  |
| Mon Général                                         | 4 min 36 s            | 1961                          | Prévu pour un 33 tours 25 cm censuré par Barclay, ce titre est présent sur l'album en public Flash ! Alhambra - A.B.C., paru en 1963. La version studio reste inédite jusqu'en 2003 | CD posthume Les Chansons interdites... et autres                                                                                                  |
| La Gueuse                                           | 3 min 36 s            | 1961                          | Prévu pour un 33 tours 25 cm censuré par Barclay, ce titre est présent sur l'album en public Récital Léo Ferré à l'Alhambra paru en 1961. La version studio reste inédite jusqu'en 2003 | CD posthume Les Chansons interdites... et autres                                                                                                  |
| Chanson mécanisée                                   | 3 min 15 s            | 1961                          | titre inédit jusqu'en 1989, initialement prévu pour un super 45 tours qui n'est jamais paru Titre regroupé en 2003 sur le CD posthume Les Chansons interdites... et autres | Coffret CD Avec le temps... (Enregistrements studio-live 1960-74)                                                                                 |
| Le Vent                                             | 3 min 24 s            | 1961                          | titre inédit jusqu'en 1989, initialement prévu pour un super 45 tours qui n'est jamais paru Titre regroupé en 2003 sur le CD posthume Les Chansons interdites... et autres | Coffret CD Avec le temps... (Enregistrements studio-live 1960-74)                                                                                 |
| Chanson pour elle                                   | 2 min 31 s            | 1961                          | titre inédit jusqu'en 2013, initialement prévu pour un super 45 tours qui n'est jamais paru. Une interprétation en public est parue en 1961 sur l'album Récital Léo Ferré à l'Alhambra | Coffret CD L'indigné (intégrale studio Barclay 1960 - 1974, en 20 CD)                                                                             |
| Y'en a marre                                        | 4 min 11 s            | 1961                          | titre inédit jusqu'en 2013, initialement prévu pour un super 45 tours qui n'est jamais paru. Une interprétation en public est parue en 1961 sur l'album Récital Léo Ferré à l'Alhambra | Coffret CD L'indigné (intégrale studio Barclay 1960 - 1974, en 20 CD)                                                                             |
| L'Affiche rouge                                     | 4 min 01 s            | 1961                          | poème de Louis Aragon Léo Ferré a renommé la majorité des textes d'Aragon qu'il a mis en musique titre initial : Strophes pour se souvenir | 33 tours 25 cm Barclay Les Chansons d'Aragon chantées par Léo Ferré                                                                               |
| Tu n'en reviendras pas                              | 2 min 54 s            | 1961                          | poème de Louis Aragon titre initial : « Les ombres se mêlaient et battaient la semelle » | 33 tours 25 cm Les Chansons d'Aragon chantées par Léo Ferré                                                                                       |
| Est-ce ainsi que les hommes vivent ?                | 3 min 31 s            | 1961                          | poème de Louis Aragon titre initial : « Bierstube Magie allemande » | 33 tours 25 cm Les Chansons d'Aragon chantées par Léo Ferré                                                                                       |
| Il n'aurait fallu                                   | 2 min 37 s            | 1961                          | poème de Louis Aragon | 33 tours 25 cm Les Chansons d'Aragon chantées par Léo Ferré                                                                                       |
| Les Fourreurs                                       | 2 min 36 s            | 1961                          | poème de Louis Aragon titre initial : « C'est un sale métier que de devoir sans fin » | 33 tours 25 cm Les Chansons d'Aragon chantées par Léo Ferré                                                                                       |
| Blues                                               | 3 min 46 s            | 1961                          | poème de Louis Aragon titre initial : Quatorzième arrondissement | 33 tours 25 cm Les Chansons d'Aragon chantées par Léo Ferré                                                                                       |
| Elsa                                                | 2 min 41 s            | 1961                          | poème de Louis Aragon titre initial : « L'amour qui n'est pas un mot » | 33 tours 25 cm Les Chansons d'Aragon chantées par Léo Ferré                                                                                       |
| L'Étrangère                                         | 3 min 53 s            | 1961                          | poème de Louis Aragon titre initial : Après l'amour | 33 tours 25 cm Les Chansons d'Aragon chantées par Léo Ferré                                                                                       |
| Je chante pour passer le temps                      | 2 min 50 s            | 1961                          | poème de Louis Aragon | 33 tours 25 cm Les Chansons d'Aragon chantées par Léo Ferré                                                                                       |
| Je t'aime tant                                      | 3 min 32 s            | 1961                          | poème de Louis Aragon titre initial : Chanson noire | 33 tours 25 cm Les Chansons d'Aragon chantées par Léo Ferré                                                                                       |
| Gazel au fond de la nuit                            | 2 min 59 s            | 1961                          | poème de Louis Aragon | maquette de travail chantée a cappella restée inédite jusqu'en 2020, année de la parution du coffret 16 CD L'Âge d'or 1960 - 1967 intégrale vol.2 |
| L'encore                                            | 2 min 15 s            | 1961                          | poème de Louis Aragon | maquette de travail chantée a cappella restée inédite jusqu'en 2020, année de la parution du coffret 16 CD L'Âge d'or 1960 - 1967 intégrale vol.2 |
| Ils sont venus avec des fleurs                      | 2 min                 | 1961                          | poème de Louis Aragon | maquette de travail chantée a cappella restée inédite jusqu'en 2020, année de la parution du coffret 16 CD L'Âge d'or 1960 - 1967 intégrale vol.2 |
| Cannes-la-braguette                                 | 3 min 17 s            | 1961                          | titre jamais enregistré en studio par Léo Ferré | album Récital Léo Ferré à l'Alhambra |
| Nous les filles                                     | 3 min 56 s            | 1961                          | titre jamais enregistré en studio par Léo Ferré | album Récital Léo Ferré à l'Alhambra |
| Paris-Taxis                                         | 3 min 12 s            | 1961                          | chanté à l'Alhambra et resté inédite au disque jusqu'en 2020 (chanson jamais enregistrée par Léo Ferré en studio) | Coffret L'Âge d'or 1960 - 1967 intégrale vol. 2                                                                                                   |
| La Langue française                                 | 3 min 38 s            | 1962                          | | album Barclay La Langue française |
| Les Bonnes Manières                                 | 3 min 25 s            | 1962                          | | album La Langue française |
| La Vieille Pèlerine                                 | 2 min 54 s            | 1962                          | | album La Langue française |
| Ça t' va                                            | 3 min 04 s            | 1962                          | | album La Langue française |
| EP Love                                             | 3 min 27 s            | 1962                          | | album La Langue française |
| Mister Giorgina                                     | 4 min 00 s            | 1962                          | | album La Langue française |
| T'es chouette                                       | 2 min 24 s            | 1962                          | | album La Langue française |
| Ça s' lève à l'est                                  | 3 min 28 s            | 1962                          | | album La Langue française |
| Plus jamais                                         | 4 min 06 s            | 1962                          | | album La Langue française |
| La vie est louche                                   | 2 min 57 s            | 1962                          | | album La Langue française |
| Les Tziganes                                        | 3 min 06 s            | 1962                          | | album La Langue française |
| T'es rock, coco !                                   | 2 min 49 s            | 1962                          | | album La Langue française |
| Les Corbeaux                                        | 2 min 00 s            | Date incertaine (1960-1963 ?) | Poème d'Arthur Rimbaud. Il s'agit d'une maquette de travail retrouvée dans les archives personnelles de l'artiste | double CD posthume Maudits soient-ils ! |
| Ma Bohême                                           | 1 min 57 s            | Date incertaine (1960-1963 ?) | Poème d'Arthur Rimbaud. Il s'agit d'une maquette de travail retrouvée dans les archives personnelles de l'artiste | double CD posthume Maudits soient-ils ! |
| Les Assis                                           | 4 min 46 s            | Date incertaine (1960-1963 ?) | Poème d'Arthur Rimbaud. Il s'agit d'une maquette de travail retrouvée dans les archives personnelles de l'artiste | double CD posthume Maudits soient-ils ! |
| Les Poètes de sept ans                              | 6 min 28 s            | Date incertaine (1960-1963 ?) | Poème d'Arthur Rimbaud Il s'agit d'une des maquettes de travail retrouvée dans les archives personnelles de l'artiste | double CD posthume Maudits soient-ils ! |
| T'as payé                                           | 2 min 21 s            | 1963                          | Titre inédit interprété à l'A.B.C en 1962. Jamais enregistré en studio par Léo Ferré | 33 tours 25 cm Barclay Flash ! Alhambra - A.B.C.                                                                                                  |
| Les Temps difficiles (2e version)                   | 3 min 52 s            | 1963                          | Titre inédit interprété à l'A.B.C en 1962. Jamais enregistré en studio par Léo Ferré dans son intégralité (voir plus bas Les temps sont... 2e version studio (1965) Le texte de cette 2e version, est totalement différent de la précédente | 33 tours 25 cm Flash ! Alhambra - A.B.C. |
| Stances                                             | 3 min 50 s            | 1963                          | poème de Pierre de Ronsard. Titre inédit interprété à l'A.B.C en 1962 jamais enregistré en studio par Léo Ferré | 33 tours 25 cm Flash ! Alhambra - A.B.C. |
| C'est le printemps                                  | 2 min 44 s            | 1964                          | | album Barclay Ferré 64 |
| La Gauloise                                         | 3 min 13 s            | 1964                          | En 1972, Léo Ferré, en préparation du 33 tours de compilations Avec le temps (les chansons d'amour de Léo Ferré), réenregistre la chanson. Il en change le titre et le texte, c'est ainsi que « La gauloise » devient « La gitane ». L'édition CD en 2003 de Ferré 64, contre toute logique, inclut La gitane ; celle de 2013 perpétue cette méprise ; À contrario du coffret CD L'Âge d'or 1960 - 1967 intégrale vol.2 de 2020, qui dans sa réédition de l'album Ferré 64 réintroduit la version originale La Gauloise.                           | album Ferré 64 |
| Le Marché du poète                                  | 3 min 30 s            | 1964                          | | album Ferré 64 |
| Mon piano                                           | 1 min 13 s            | 1964                          | | album Ferré 64 |
| Les Retraités                                       | 4 min 44 s            | 1964                          | | album Ferré 64 |
| Franco la muerte                                    | 4 min 24 s            | 1964                          | | album Ferré 64 |
| Titi de Paris                                       | 2 min 37 s            | 1964                          | | album Ferré 64 |
| La Mélancolie                                       | 4 min 38 s            | 1964                          | | album Ferré 64 |
| Épique époque                                       | 2 min 39 s            | 1964                          | | album Ferré 64 |
| Tu sors souvent la mer                              | 3 min 56 s            | 1964                          | | album Ferré 64 |
| Sans façon                                          | 3 min 43 s            | 1964                          | | album Ferré 64 |
| Quand j'étais môme                                  | 4 min 18 s            | 1964                          | | album Ferré 64 |
| Écoutez la chanson bien douce                       | 2 min 48 s            | 1964                          | poème de Paul Verlaine | double album Barclay Verlaine et Rimbaud chantés par Léo Ferré                                                                                    |
| Chanson de la plus haute tour                       | 2 min 15 s            | 1964                          | poème d'Arthur Rimbaud | double album Verlaine et Rimbaud chantés par Léo Ferré                                                                                            |
| Il patinait merveilleusement                        | 1 min 50 s            | 1964                          | poème de Paul Verlaine | double album Verlaine et Rimbaud chantés par Léo Ferré                                                                                            |
| Mon rêve familier                                   | 2 min 02 s            | 1964                          | poème de Paul Verlaine | double album Verlaine et Rimbaud chantés par Léo Ferré                                                                                            |
| Soleils couchants                                   | 1 min 50 s            | 1964                          | poème de Paul Verlaine | double album Verlaine et Rimbaud chantés par Léo Ferré                                                                                            |
| Les Assis                                           | 3 min 11 s            | 1964                          | poème d'Arthur Rimbaud | double album Verlaine et Rimbaud chantés par Léo Ferré                                                                                            |
| L'espoir luit comme un brin de paille dans l'étable | 2 min 15 s            | 1964                          | poème de Paul Verlaine | double album Verlaine et Rimbaud chantés par Léo Ferré                                                                                            |
| Art poétique                                        | 3 min 29 s            | 1964                          | poème de Paul Verlaine | double album Verlaine et Rimbaud chantés par Léo Ferré                                                                                            |
| Pensionnaires                                       | 2 min 27 s            | 1964                          | poème de Paul Verlaine | double album Verlaine et Rimbaud chantés par Léo Ferré                                                                                            |
| Âme, te souvient-il ?                               | 2 min 42 s            | 1964                          | poème de Paul Verlaine | double album Verlaine et Rimbaud chantés par Léo Ferré                                                                                            |
| Le Buffet                                           | 2 min 04 s            | 1964                          | poème d'Arthur Rimbaud | double album Verlaine et Rimbaud chantés par Léo Ferré                                                                                            |
| Les Poètes de sept ans                              | 5 min 11 s            | 1964                          | poème d'Arthur Rimbaud | double album Verlaine et Rimbaud chantés par Léo Ferré                                                                                            |
| Chanson d'automne                                   | 2 min 32 s            | 1964                          | poème de Paul Verlaine | double album Verlaine et Rimbaud chantés par Léo Ferré                                                                                            |
| Les Corbeaux                                        | 2 min 18 s            | 1964                          | poème d'Arthur Rimbaud | double album Verlaine et Rimbaud chantés par Léo Ferré                                                                                            |
| Green                                               | 2 min 47 s            | 1964                          | poème de Paul Verlaine | double album Verlaine et Rimbaud chantés par Léo Ferré                                                                                            |
| Mes petites amoureuses                              | 2 min 27 s            | 1964                          | poème d'Arthur Rimbaud | double album Verlaine et Rimbaud chantés par Léo Ferré                                                                                            |
| Je vous vois encor                                  | 2 min 06 s            | 1964                          | poème de Paul Verlaine | double album Verlaine et Rimbaud chantés par Léo Ferré                                                                                            |
| L'étoile a pleuré rose                              | 1 min 31 s            | 1964                          | poème d'Arthur Rimbaud | double album Verlaine et Rimbaud chantés par Léo Ferré                                                                                            |
| Ô triste, triste était mon âme                      | 2 min 46 s            | 1964                          | poème de Paul Verlaine | double album Verlaine et Rimbaud chantés par Léo Ferré                                                                                            |
| Rêvé pour l'hiver                                   | 2 min 03 s            | 1964                          | poème d'Arthur Rimbaud | double album Verlaine et Rimbaud chantés par Léo Ferré                                                                                            |
| Clair de lune                                       | 2 min 13 s            | 1964                          | poème de Paul Verlaine | double album Verlaine et Rimbaud chantés par Léo Ferré                                                                                            |
| Les Chercheuses de poux                             | 3 min 01 s            | 1964                          | poème d'Arthur Rimbaud | double album Verlaine et Rimbaud chantés par Léo Ferré                                                                                            |
| Ma Bohème                                           | 1 min 21 s            | 1964                          | poème d'Arthur Rimbaud | double album Verlaine et Rimbaud chantés par Léo Ferré                                                                                            |
| Sérénade                                            | 2 min 43 s            | 1964                          | poème de Paul Verlaine | double album Verlaine et Rimbaud chantés par Léo Ferré                                                                                            |
| Ni Dieu ni maître                                   | 2 min 51 s            | 1965                          | | super 45 tours Barclay 70788 |
| La Chanson des amants                               | 3 min 52 s            | 1965                          | | super 45 tours |
| Monsieur Barclay                                    | 1 min 46 s            | 1965                          | | super 45 tours |
| L'Enfance                                           | 3 min 36 s            | 1965                          | | super 45 tours |
| Les Temps difficiles (2e version studio)            | 3 min 44 s            | 1965                          | Cette version compile des couplets des deux précédentes versions (la 1re studio - 1961 - et la 2e version enregistrée en public en 1962) | super 45 tours Barclay |
| La Poésie                                           | 5 min 17 s            | 1966                          | | album Barclay Léo Ferré 1916-19... |
| Le Palladium                                        | 1 min 56 s            | 1966                          | | album Léo Ferré 1916-19... |
| La Faim                                             | 2 min 16 s            | 1966                          | | album Léo Ferré 1916-19... |
| La Complainte de la télé                            | 4 min 23 s            | 1966                          | | album Léo Ferré 1916-19... |
| La Mort                                             | 4 min 48 s            | 1966                          | | album Léo Ferré 1916-19... |
| Beau saxo                                           | 2 min 53 s            | 1966                          | | album Léo Ferré 1916-19... |
| On s'aimera                                         | 4 min 06 s            | 1966                          | | album Léo Ferré 1916-19... |
| Les Romantiques                                     | 3 min 12 s            | 1966                          | | album Léo Ferré 1916-19... |
| C'est la vie                                        | 4 min 05 s            | 1966                          | | album Léo Ferré 1916-19... |
| La Grève                                            | 3 min 48 s            | 1966                          | | album Léo Ferré 1916-19... |
| Paris-Spleen                                        | 2 min 55 s            | 1966                          | | album Léo Ferré 1916-19... |
| L'Âge d'or                                          | 3 min 02 s            | 1966                          | | album Léo Ferré 1916-19... |
| Les Temps difficiles (3e version)                   | 4 min 48 s            | 1966                          | enregistré en public au Casino de Trouville le 16 juillet 1966 Ce titre n'a jamais été enregistré en studio par Léo Ferré Cette fois encore, Léo Ferré propose un texte totalement différent des deux versions précédentes les trois versions live sont regroupées en 1966 sur un super 45 tours constituant « l'intégral » des différentes versions de Les temps difficiles | super 45 tours Barclay 71082 |
| Cette chanson                                       | 5 min 41 s            | 1967                          | | album Barclay Cette chanson |
| La Marseillaise                                     | 3 min 55 s            | 1967                          | | album Cette chanson |
| Ils ont voté                                        | 2 min 11 s            | 1967                          | | album Cette chanson |
| Quartier Latin                                      | 3 min 53 s            | 1967                          | | album Cette chanson |
| La Banlieue                                         | 2 min 48 s            | 1967                          | | album Cette chanson |
| On n'est pas des Saints                             | 3 min 20 s            | 1967                          | | album Cette chanson |
| Salut, beatnik !                                    | 3 min 48 s            | 1967                          | | album Cette chanson |
| Le Bonheur                                          | 2 min 38 s            | 1967                          | | album Cette chanson |
| C'est un air                                        | 3 min 59 s            | 1967                          | | album Cette chanson |
| Les Gares et les Ports                              | 2 min 56 s            | 1967                          | | album Cette chanson |
| Le Lit                                              | 4 min 59 s            | 1967                          | | album Cette chanson |
| À une chanteuse morte                               | 1 min 42 s            | 1967                          | chanson qui se veut un hommage à Édith Piaf, censurée par Eddie Barclay à l'époque ce titre sort de l'anonymat en 2003 à l'occasion de l'édition de l'album en CD ; il prend alors la place du titre Pacific Blues (datant de 1961, lui aussi interdit cette même année), cinquième piste de la face A sur le vinyle original (Rappel : Pacific Blues est désormais en diffusion CD inclus à l'album Les Chansons interdites... et autres retrouvant ainsi sa place première)                                                                      | album Cette chanson |
| Spleen                                              | 3 min 54 s            | 1967                          | poème de Charles Baudelaire | double album Barclay Léo Ferré chante Baudelaire                                                                                                  |
| À une Malabaraise                                   | 2 min 30 s            | 1967                          | poème de Charles Baudelaire | double album Léo Ferré chante Baudelaire |
| Épigraphe pour un livre condamné                    | 43 s                  | 1967                          | poème de Charles Baudelaire interprété en duo avec Madeleine Ferré. À la demande de Léo Ferré ce titre est écarté lors de la réédition de l'album en 1973. À ce jour, il est toujours inédit sur support CD et digital | double album Léo Ferré chante Baudelaire |
| L'Étranger                                          | 2 min 52 s            | 1967                          | poème de Charles Baudelaire | double album Léo Ferré chante Baudelaire |
| Tu mettrais l'univers                               | 4 min 34 s            | 1967                          | poème de Charles Baudelaire | double album Léo Ferré chante Baudelaire |
| Le Chat                                             | 3 min 06 s            | 1967                          | poème de Charles Baudelaire Ce titre parait pour la première fois en CD en 2013 | double album Léo Ferré chante Baudelaire |
| Le Soleil                                           | 2 min 23 s            | 1967                          | poème de Charles Baudelaire | double album Léo Ferré chante Baudelaire |
| Le Vin de l'assassin                                | 2 min 22 s            | 1967                          | poème de Charles Baudelaire | double album Léo Ferré chante Baudelaire |
| L'Albatros                                          | 2 min 10 s            | 1967                          | poème de Charles Baudelaire | double album Léo Ferré chante Baudelaire |
| À une passante                                      | 3 min 18 s            | 1967                          | poème de Charles Baudelaire | double album Léo Ferré chante Baudelaire |
| Le Flacon                                           | 3 min 18 s            | 1967                          | poème de Charles Baudelaire | double album Léo Ferré chante Baudelaire |
| La Servante au grand cœur                           | 3 min 19 s            | 1967                          | poème de Charles Baudelaire | double album Léo Ferré chante Baudelaire |
| Abel et Caïn                                        | 2 min 10 s            | 1967                          | poème de Charles Baudelaire | double album Léo Ferré chante Baudelaire |
| La Géante                                           | 2 min 12 s            | 1967                          | poème de Charles Baudelaire | double album Léo Ferré chante Baudelaire |
| Remords posthume                                    | 1 min 32 s            | 1967                          | poème de Charles Baudelaire | double album Léo Ferré chante Baudelaire |
| Les Bijoux                                          | 4 min 00 s            | 1967                          | poème de Charles Baudelaire | double album Léo Ferré chante Baudelaire |
| La Musique                                          | 1 min 49 s            | 1967                          | poème de Charles Baudelaire | double album Léo Ferré chante Baudelaire |
| La Beauté                                           | 2 min 26 s            | 1967                          | poème de Charles Baudelaire | double album Léo Ferré chante Baudelaire |
| Causerie                                            | 2 min 11 s            | 1967                          | poème de Charles Baudelaire | double album Léo Ferré chante Baudelaire |
| Recueillement                                       | 2 min 30 s            | 1967                          | poème de Charles Baudelaire | double album Léo Ferré chante Baudelaire |
| La Muse vénale                                      | 1 min 22 s            | 1967                          | poème de Charles Baudelaire | double album Léo Ferré chante Baudelaire |
| Ciel brouillé                                       | 2 min 27 s            | 1967                          | poème de Charles Baudelaire | double album Léo Ferré chante Baudelaire |
| Une charogne                                        | 2 min 25 s            | 1967                          | poème de Charles Baudelaire | double album Léo Ferré chante Baudelaire |
| Le Vert Paradis (Mœsta et Errabunda)                | 3 min 55 s            | 1967                          | poème de Charles Baudelaire | double album Léo Ferré chante Baudelaire |
| La Nuit                                             | 4 min 19 s            | 1969                          | | album Barclay L'Été 68 |
| Madame la misère                                    | 2 min 29 s            | 1969                          | | album L'Été 68 |
| Pépée                                               | 4 min 32 s            | 1969                          | | album L'Été 68 |
| L'Été 68                                            | 2 min 00 s            | 1969                          | | album L'Été 68 |
| L'Idole                                             | 4 min 14 s            | 1969                          | | album L'Été 68 |
| Le Testament                                        | 4 min 10 s            | 1969                          | | album L'Été 68 |
| C'est extra                                         | 3 min 49 s            | 1969                          | | album L'Été 68 |
| Les Anarchistes                                     | 3 min 13 s            | 1969                          | | album L'Été 68 |
| À toi                                               | 4 min 18 s            | 1969                          | | album L'Été 68 |
| Comme une fille                                     | 2 min 19 s            | 1969                          | | album L'Été 68 |
| Marizibill                                          | 1 min 28 s            | 1969                          | poème de Guillaume Apollinaire Ce titre n'a jamais été enregistré en studio par Léo Ferré | double album live Barclay Récital 1969 en public à Bobino                                                                                         |
| La Révolution La révolution (2e version)            | 2 min 32 s 3 min 38 s | 1969                          | Ce titre n'a jamais été enregistré en studio par Léo Ferré L'édition CD de l'album en 2003, inclut cette seconde version où Léo Ferré modifie quelque peu les paroles et conclut cette version par un hommage au journaliste Max-Pol Fouchet | double album live Récital 1969 en public à Bobino                                                                                                 |
| Le Printemps des poètes                             | 3 min 26 s            | 1969                          | Ce titre n'a jamais été enregistré en studio par Léo Ferré | double album liveRécital 1969 en public à Bobino                                                                                                  |
| À Saint-Germain-des-Prés                            | 3 min 16 s            | 1969                          | Léo Ferret réenregistre ses premières chansons, parues, en 1950, sur plusieurs 78 tours (voir également l'album posthume Le Temps des roses rouges) | album Barclay Les Douze Premières Chansons de Léo Ferré                                                                                           |
| Le Flamenco de Paris                                | 2 min 43 s            | 1969                          | | album Les Douze Premières Chansons de Léo Ferré                                                                                                   |
| Monsieur Tout-Blanc                                 | 3 min 50 s            | 1969                          | | album Les Douze Premières Chansons de Léo Ferré                                                                                                   |
| L'Inconnue de Londres                               | 3 min 44 s            | 1969                          | | album Les Douze Premières Chansons de Léo Ferré                                                                                                   |
| Les Forains                                         | 3 min 46 s            | 1969                          | | album Les Douze Premières Chansons de Léo Ferré                                                                                                   |
| La Vie d'artiste                                    | 2 min 23 s            | 1969                          | paroles de Léo Ferré et Francis Claude | album Les Douze Premières Chansons de Léo Ferré                                                                                                   |
| La Chanson du scaphandrier                          | 2 min 00 s            | 1969                          | paroles de René Baer | album Les Douze Premières Chansons de Léo Ferré                                                                                                   |
| L'Esprit de famille                                 | 3 min 13 s            | 1969                          | | album Les Douze Premières Chansons de Léo Ferré                                                                                                   |
| Barbarie                                            | 3 min 19 s            | 1969                          | | album Les Douze Premières Chansons de Léo Ferré                                                                                                   |
| Le Temps des roses rouges                           | 3 min 19 s            | 1969                          | | album Les Douze Premières Chansons de Léo Ferré                                                                                                   |
| Le Bateau espagnol                                  | 3 min 39 s            | 1969                          | | album Les Douze Premières Chansons de Léo Ferré                                                                                                   |
| L'Île Saint-Louis                                   | 3 min 57 s            | 1969                          | paroles de Léo Ferré et Francis Claude | album Les Douze Premières Chansons de Léo Ferré                                                                                                   |
| Verrà la morte                                      | 2:01                  | 1969                          | poème de Cesare Pavese publié en 45 tours sur le marché italien. Inclus depuis 2013 dans l'édition CD de l'album La Solitudine | 45 tours édition CD de La Solitudine |
| L'Uomo solo                                         | 2:40                  | 1969                          | poème de Cesare Pavese publié en 45 tours sur le marché italien. Inclus depuis 2013 dans l'édition CD de l'album La Solitudine Léo Ferré enregistrerait une version avec le pianiste Paul Castanier le 19 février 1969. Cet enregistrement n'a pas été retrouvé à ce jour. Début mars Ferré l'enregistre en version orchestrée (ainsi que Verrà la morte) | 45 tours édition CD deLa Solitudine |
| Le Chien (version piano)                            | 6 min 51 s            | 1969                          | chanson enregistrée en public (le 13 décembre 1969, au Centre Culturel de Yerres) | 45 tours Barclay Un chien à la Mutualité Coffret La Solitude : intégrale 1968-1974 (2021)                                                         |
| Le Crachat (version piano)                          | 3 min 03 s            | 1969                          | chanson enregistrée en public | 45 tours Un chien à la Mutualité Coffret La Solitude : intégrale 1968-1974 (2021)                                                                 |

### Les années 1970
- (rappel) Textes et musiques sont de Léo Ferré, sauf indications contraires.

| Titre                                                               | Durée      | Dates       | Remarques (auteur et/ou compositeur autre que L.F. / inédit / version alternative / autres...) | Support |
| ------------------------------------------------------------------- | ---------- | ----------- | --- | --- |
| Paris, je ne t'aime plus (version piano)                            | 3 min 46 s | 1970        | chanson enregistrée en public (Saint-Denis, 3 janvier 1970) | 45 tours Un chien à la Mutualité Coffret La Solitude : intégrale 1968-1974 (2021) |
| Le Chien (*)                                                        | 6:55       | 1970        | Léo Ferré, a précédemment enregistré, en décembre 1969, à New York, une première version studio du titre, avec des musiciens de jazz-rock : le guitariste John McLaughlin et le batteur Billy Cobham (tous deux membres du Mahavishnu Orchestra), et le bassiste Miroslav Vitouš (du groupe Weather Report) Cet enregistrement Pour des raisons méconnues ne sera pas retenu et Ferré réenregistre le titre avec le groupe français Zoo La version « américaine » du titre est toujours inédite à ce jour | double album Amour Anarchie Ferré 70 (Barclay, décembre 1970) précédemment au double album, Amour Anarchie est sorti en 2 volumes : 1er LP en mai 1970 (*) 2e LP en novembre 1970 (**) |
| Petite (*)                                                          | 5:02       | 1970        | Le public a précédemment découvert ce titre sur le live Récital 1969 en public à Bobino | album Amour Anarchie Ferré 70 |
| Poète, vos papiers ! (*)                                            | 5:25       | 1970        | | album Amour Anarchie Ferré 70 |
| La Lettre (*)                                                       | 3:26       | 1970        | | album Amour Anarchie Ferré 70 |
| La « The Nana » (*)                                                 | 4:27       | 1970        | | album Amour Anarchie Ferré 70 |
| La Mémoire et la mer (*)                                            | 5:29       | 1970        | | album Amour Anarchie Ferré 70 |
| Rotterdam (*)                                                       | 2:54       | 1970        | Le public a précédemment découvert ce titre sur le live Récital 1969 en public à Bobino | album Amour Anarchie Ferré 70 |
| Paris, je ne t'aime plus (*)                                        | 5:17       | 1970        | | album Amour Anarchie Ferré 70 |
| Le Crachat (*)                                                      | 3:43       | 1970        | | album Amour Anarchie Ferré 70 |
| Psaume 151 (**)                                                     | 12:01      | 1970        | | album Amour Anarchie Ferré 70 |
| L'Amour fou (**)                                                    | 4:56       | 1970        | | album Amour Anarchie Ferré 70 |
| La Folie (**)                                                       | 3:04       | 1970        | | album Amour Anarchie Ferré 70 |
| Écoute-moi (**)                                                     | 3:57       | 1970        | | album Amour Anarchie Ferré 70 |
| Cette blessure (**)                                                 | 3:58       | 1970        | | album Amour Anarchie Ferré 70 |
| Le Mal (**)                                                         | 2:29       | 1970        | | album Amour Anarchie Ferré 70 |
| Paris c'est une idée (**)                                           | 1:49       | 1970        | | album Amour Anarchie Ferré 70 |
| Les Passantes (**)                                                  | 3:22       | 1970        | | album Amour Anarchie Ferré 70 |
| Sur la scène (**)                                                   | 3:18       | 1970        | | album Amour Anarchie Ferré 70 |
| Avec le temps                                                       | 4:23       | 1970        | | 45 tours Barclay 33 tours de compilation Avec le temps (les chansons d'amour de Léo Ferré) (1972)                                                                                      |
| L'Adieu                                                             | 2:14       | 1970        | poème de Guillaume Apollinaire | 45 tours |
| La Solitude La Solitude (orchestral)                                | 5:21 3:35  | 1971 id     | Cette version alternative compose la face B du 45 tours La solitude (la face A propose une version identique à celle de l'album) | album La Solitude (Barclay ) 45 tours |
| Les Albatros                                                        | 3:09       | 1971        | | album La Solitude |
| Ton style                                                           | 3:37       | 1971        | | album La Solitude |
| Faites l'amour                                                      | 4:11       | 1971        | | album La Solitude |
| À mon enterrement                                                   | 3:19       | 1971        | | album La Solitude |
| Les Pop                                                             | 5:07       | 1971        | | album La Solitude |
| Tu ne dis jamais rien                                               | 5:56       | 1971        | | album La Solitude |
| Dans les « Night »                                                  | 4:12       | 1971        | | album La Solitude |
| Le Conditionnel de variétés                                         | 4:57       | 1971        | | album La Solitude |
| Thème de l'Albatros (instrumental)                                  | 1:40       | 1971        | Léo Ferré compose la BO du film L'Albatros de Jean-Pierre Mocky outre celle de Léo Ferré on peut entendre la voix de Danielle Licari ;Barthélémy Rosso est à la guitare | 45 tours (Barclay) |
| Valse de la jeune fille du bal (instrumental)                       | ?          | 1971        | BO du film L'Albatros | 45 tours |
| L'Albatros (thème symphonique) (instrumental)                       | 2:50       | 1971        | BO du film L'Albatros | 45 tours |
| Versifications                                                      |            | 1971        | poème tiré du recueil Poète... vos papiers ! Ce titre n'a jamais été enregistré en studio par Léo Ferré | coffret La Solitude : intégrale 1968-1974 (2021) |
| Il y a                                                              |            | 1971        | poème tiré du recueil Poète... vos papiers ! Ce titre n'a jamais été enregistré en studio par Léo Ferré | coffret La Solitude : intégrale 1968-1974 (2021) |
| La Vie d'artiste (version parlée)                                   | 3:34       | 1972        | Cette nouvelle version fut enregistrée par Léo Ferré à l'occasion de la sortie du 33 tours de compilation Avec le temps... En 2003, elle fut jointe en titre bonus à la réédition en CD de l'album Amour Anarchie puis en 2013, elle est ajoutée à la réédition CD de l'album La Solitude | compilation 33 tours Avec le temps (les chansons d'amour de Léo Ferré) (Barclay) |
| La Chanson du mal-aimé (3e version)                                 | 46:04      | 1972        | Léo Ferré comme l'indique le recto de la pochette originale de l'album « chante et dirige La Chanson du Mal-Aimé de Guillaume Apollinaire » pour cette ultime version de l'œuvre, modulant sa voix, il campe donc tous les personnages | album La Chanson du mal-aimé (Barclay) |
| I Pop                                                               | 5:02       | 1972        | Album exclusivement destiné au marché italien Il s'agit du premier des deux albums de Léo Ferré interprété dans une langue autre que le français adaptation italienne du titre Les Pop par Enrico Médail | album La Solitudine (Barclay) |
| Piccina                                                             | 4:16       | 1972        | adaptation italienne du titre Petite par Enrico Médail | album La Solitudine |
| Pepee                                                               | 4:27       | 1972        | adaptation italienne du titre Pépée par Enrico Médail | album La Solitudine |
| La Solitudine                                                       | 5:26       | 1972        | adaptation italienne du titre La Solitude par Enrico Médail | album La Solitudine |
| Niente piu                                                          | 3:45       | 1972        | adaptation italienne du titre C'est extra par Enrico Médail 8 des 9 titres qui composent la version originale de l'album furent enregistrés en mai 1972. Pour des raisons ignorées, la version de Niente piu ne fut pas retenue et Ferré retourne en studio en juin ; où là il réenregistre la chanson (ainsi qu'une version alternative de La solitudine). Le titre É la fine (voir plus bas) est-il la version recalée des séances studio de mai ? | album La Solitudine |
| Gli Anarchici                                                       | 3:07       | 1972        | adaptation italienne du titre Les Anarchistes par Enrico Médail | album La Solitudine |
| Il tuo stile                                                        | 3:31       | 1972        | adaptation italienne du titre Ton style par Enrico Médail | album La Solitudine |
| Tu non dici mai niente                                              | 5:51       | 1972        | adaptation italienne du titre Tu ne dis jamais rien par Enrico Médail | album La Solitudine |
| Col tempo                                                           | 4:25       | 1972        | adaptation italienne du titre Avec le temps par Enrico Médail Ces 9 premiers titres restituent l'album tel qu'il fut distribué à l'époque | album La Solitudine |
| La Solitudine (version alternative)                                 | 3:25       | 1972        | adaptation italienne du titre La Solitude par Enrico Médail | 45 tours édition CD de La Solitudine |
| T'amavo tanto sai...                                                | 5:07       | 1972        | adaptation italienne de Je t'aimais bien, tu sais... par Enrico Médail Titre (italien) enregistré en juin 1973 | 45 tours édition CD de La Solitudine |
| Alla scuola de la poesia                                            | 3:24       | 1972        | adaptation italienne de Préface par Enrico Médail Titre (italien) enregistré en juin 1973. Au cours de ces sessions d'enregistrements, Ferré enregistrerait également en italien une version récité de Ni Dieu ni maître (Ne Dio ne padrone) ainsi que des versions italiennes de La Mémoire et la Mer et Le Bateau espagnol. Ces enregistrements n'ont pas été retrouvés à ce jour | album La Solitudine |
| É la fine                                                           | 3:47       | 1972        | L'édition CD de 2013, inclus également 4 titres inédits Ce titre présente une autre adaptation de la chanson C'est extra (auteur de l'adaptation inconnu à ce jour) | album La Solitudine |
| La Solitudine (autre version alternative)                           | 3:38       | 1972        | adaptation italienne du titre La Solitude par Enrico Médail | album La Solitudine |
| I Poeti                                                             | 2:50       | 1972        | adaptation italienne du titre Les Poètes (auteur de l'adaptation inconnu à ce jour) Titre (italien) enregistré en juin 1970 | album La Solitudine |
| La Notte                                                            | 4:15       | 1972        | adaptation italienne du titre La Nuit (auteur de l'adaptation inconnu à ce jour) Titre (italien) enregistré en juin 1970. (Selon Alain Reamackers, au cours de ces sessions d'enregistrements, Ferré aurait également gravé une version italienne de C'est extra restée inédite) | album La Solitudine |
| Préface                                                             | 3:20       | 1973        | L'ensemble des titres qui composent l'album, ont pu être précédemment découvert par le public dans des versions scéniques (album Seul en scène (Olympia 1972)) | album Il n'y a plus rien (Barclay) |
| Ne chantez pas la mort                                              | 7:31       | 1973        | paroles de Jean-Roger Caussimon | album Il n'y a plus rien |
| Night and day                                                       | 6:40       | 1973        | | album Il n'y a plus rien |
| Richard                                                             | 5:09       | 1973        | | album Il n'y a plus rien |
| L'Oppression                                                        | 6:29       | 1973        | | album Il n'y a plus rien |
| Il n'y a plus rien                                                  | 16:08      | 1973        | L'album live posthume Sur la scène... (restituant l'intégralité d'un récital de Ferré en Suisse en 1973), propose aussi la totalité des titres de l'album Il n'y a plus rien en versions live (et alternatives à l'enregistrement de 1972 à l'Olympia de Paris) | album Il n'y a plus rien |
| Et... Basta ! (Pas vrai, mec !)                                     | 35:17      | 1973        | | album Et... Basta ! (Barclay) |
| Ni Dieu ni maître (version parlée)                                  | 3:51       | 1973        | | album Et... Basta ! |
| Je t'aimais bien, tu sais…                                          | 5:09       | 1973        | | 45 tours (Barclay) album L'Espoir (Barclay) |
| Marie (1re version)                                                 | 4:25       | 1973        | poème de Guillaume Apollinaire Face B du 45 tours Je t'aimais bien, tu sais, paru en 1973 Depuis 2003, ce titre est incorporé dans l'édition CD de l'album L'Espoir En 1986, Léo Ferré enregistre une nouvelle version de ce titre sur l'album On n'est pas sérieux quand on a dix-sept ans | 45 tours Barclay |
| Ni dieu, ni maître, ni fric (en duo avec Richard Marsan)            | 6:52       | 1973        | titre resté inédit jusqu'en 2013 | Coffret L'indigné (intégrale studio Barclay 1960 - 1974, en 20 CD) |
| Le Bateau espagnol (en trio avec Paco Ibáñez et Juan Carlos Cedron) | 4:34       | 1973        | titre resté inédit jusqu'en 2013 | Coffret L'indigné (intégrale studio Barclay 1960 - 1974, en 20 CD) |
| L'Espoir                                                            | 6:22       | 1974        | À l'exception des titres L'espoir et Je t'aimais bien tu sais, l'album live posthume Sur la scène... (1973), inclus, en versions live, l'ensemble des titres constituant l'album (à paraitre en 1974) L'espoir | album L'Espoir (Barclay) |
| La Damnation                                                        | 5:00       | 1974        | | album L'Espoir |
| Les Oiseaux du malheur                                              | 3:01       | 1974        | | album L'Espoir |
| Les Amants tristes                                                  | 10:25      | 1974        | | album L'Espoir |
| Les Étrangers                                                       | 6:14       | 1974        | | album L'Espoir |
| Les Souvenirs                                                       | 4:44       | 1974        | | album L'Espoir |
| Love (instrumental)                                                 | 10:56      | 1975        | En rupture avec sa maison de disques Barclay, Léo Ferré signe chez CBS. Mais une clause de son précédent contrat (qu'Eddie Barclay refuse de rendre caduque), lui interdit de faire paraitre tout nouvel enregistrement de sa voix durant une année. C'est ainsi que l'artiste appliquant stricto sensu cette contrainte, choisit d'enregistrer et de diriger ses dernières compositions auxquelles il joint le Concerto pour la main gauche de Maurice Ravel Au recto de la pochette, on peut lire cette apostrophe signée Léo Ferré : « Je n'ai pas le droit de chanter mes chansons nouvelles jusqu'au 1er novembre 1976. Pia Colombo le fait à ma place, dans un disque accouplé à celui-ci. Quant à moi, je fais jouer, tout seuls, mes instruments, et ceux de Ravel, avec humilité. L'exploitation de l'Artiste par l'homme est un aspect du proxénétisme contemporain. Le "chanteur" ne vit pas forcément sur le trottoir. Et pourtant... » Parait donc, en plus de ce disque orchestral - l'unique de la carrière de Léo Ferré - l'album Pia Colombo chante Ferré 75, sur lequel la chanteuse interprète les dernières chansons d'un ferré contraint au silence Recouvrant sa voix Ferré enregistrera ses titres sur l'album suivant Je te donne | album Ferré muet... dirige (CBS) |
| Requiem (instrumental)                                              | 7:41       | 1975        | | album Ferré muet... dirige |
| La Mort des loups (instrumental)                                    | 9:17       | 1975        | | album Ferré muet... dirige |
| Concerto pour la main gauche                                        | 19:30      | 1975        | composition de Maurice Ravel | album Ferré muet... dirige |
| Muss es sein ? Es muss sein ! (instrumental)                        | 3:30       | 1975        | | album Ferré muet... dirige |
| Je te donne                                                         | 3:37       | 1976        | | album Je te donne (CBS) |
| La Mort des loups                                                   | 9:34       | 1976        | | album Je te donne |
| Love                                                                | 10:23      | 1976        | | album Je te donne |
| Muss es sein ? Es muss sein !                                       | 3:30       | 1976        | | album Je te donne |
| Coriolan (ouverture) (instrumental)                                 | 9:37       | 1976        | composition de Ludwig van Beethoven | album Je te donne |
| Le Superlatif                                                       | 7:32       | 1976        | | album Je te donne |
| Requiem                                                             | 7:04       | 1976        | | album Je te donne |
| Une nuit que j'étais [...]                                          | 1:55       | 1976 - 1977 | maquettes de travail enregistrées par Léo Ferré été 1976 et début 1977 en préparation d'un album à venir. Le projet resta inabouti... l'album posthume parait sur CD en 2008 poème de Charles Baudelaire | album posthume Les Fleurs du mal (suite et fin) (La Mémoire et la Mer) |
| Sépulture                                                           | 1:53       | 1976 - 1977 | poème de Charles Baudelaire | album posthume Les Fleurs du mal (suite et fin) |
| La Cloche fêlée                                                     | 2:01       | 1976 - 1977 | poème de Charles Baudelaire | album posthume Les Fleurs du mal (suite et fin) |
| L'Héautontimorouménos                                               | 2:02       | 1976 - 1977 | poème de Charles Baudelaire | album posthume Les Fleurs du mal (suite et fin) |
| À une mendiante rousse                                              | 3:35       | 1976 - 1977 | poème de Charles Baudelaire | album posthume Les Fleurs du mal (suite et fin) |
| Je n'ai pas oublié [...]                                            | 2:08       | 1976-1977   | poème de Charles Baudelaire | album posthume Les Fleurs du mal (suite et fin) |
| L'Âme du vin                                                        | 3:42       | 1976-1977   | poème de Charles Baudelaire | album posthume Les Fleurs du mal (suite et fin) |
| La Fontaine de sang                                                 | 2:42       | 1976-1977   | poème de Charles Baudelaire | album posthume Les Fleurs du mal (suite et fin) |
| Madrigal triste                                                     | 3:17       | 1976-1977   | poème de Charles Baudelaire | album posthume Les Fleurs du mal (suite et fin) |
| L'Examen de minuit & Bien loin d'ici                                | 3:24       | 1976-1977   | poème de Charles Baudelaire Ces titres seront « officiellement » enregistrés par Ferré sur l'album On n'est pas sérieux quand on a dix-sept ans (où Bien loin d'ici est renommé Dorothée) | album posthume Les Fleurs du mal (suite et fin) |
| L'ennemi                                                            | 2:36       | 1976-1977   | poème de Charles Baudelaire | album posthume Les Fleurs du mal (suite et fin) |
| Le Guignon                                                          | 2:20       | 1976-1977   | poème de Charles Baudelaire | album posthume Les Fleurs du mal (suite et fin) |
| Je t'adore à l'égal [...]                                           | 1:39       | 1976-1977   | poème de Charles Baudelaire | album posthume Les Fleurs du mal (suite et fin) |
| Avec ses vêtements [...]                                            | 1:56       | 1976-1977   | poème de Charles Baudelaire | album posthume Les Fleurs du mal (suite et fin) |
| Le Vampire                                                          | 1:43       | 1976-1977   | poème de Charles Baudelaire | album posthume Les Fleurs du mal (suite et fin) |
| Le Parfum                                                           | 2:26       | 1976-1977   | poème de Charles Baudelaire | album posthume Les Fleurs du mal (suite et fin) |
| Je te donne ces vers [...]                                          | 1:24       | 1976-1977   | poème de Charles Baudelaire Ce titre sera « officiellement » enregistré par Ferré sur l'album On n'est pas sérieux quand on a dix-sept ans | album posthume Les Fleurs du mal (suite et fin) |
| Réversibilité                                                       | 3:30       | 1976- 1977  | poème de Charles Baudelaire | album posthume Les Fleurs du mal (suite et fin) |
| Le Beau Navire                                                      | 5:01       | 1976-1977   | poème de Charles Baudelaire | album posthume Les Fleurs du mal (suite et fin) |
| L'Horloge                                                           | 3:08       | 1976-1977   | poème de Charles Baudelaire | album posthume Les Fleurs du mal (suite et fin) |
| Le Cygne                                                            | 6:05       | 1976-1977   | poème de Charles Baudelaire | album posthume Les Fleurs du mal (suite et fin) |
| Io ti do                                                            | 3:39       | 1977        | Pendant italien de l'album Je te donne, ce disque est le second et dernier où Ferré ne chante pas en français À l'époque, il fut exclusivement destiné au marché italien (il en va autrement depuis pour ce qui est des éditions CD) version italienne de la chanson Je te donne Adaptation de Guido Armellini | album La musica mi prende come l'amore (Love) |
| La Morte dei lupi                                                   | 9:44       | 1977        | version italienne de La mort des loups Adaptation de Guido Armellini | album La musica mi prende come l'amore |
| Love                                                                | 10:23      | 1977        | version italienne de Love Adaptation de Guido Armellini | album La musica mi prende come l'amore |
| Muss es sein ? Es muss sein !                                       | 3:30       | 1977        | version italienne de Muss es sein ? Es muss sein ! Adaptation de Guido Armellini | album La musica mi prende come l'amore |
| Coriolan (ouverture) (instrumental)                                 | 9:41       | 1977        | composition de Ludwig van Beethoven | album La musica mi prende come l'amore |
| I Superlativi                                                       | 7:33       | 1977        | version italienne de Le superlatif Adaptation de Guido Armellini | album La musica mi prende come l'amore |
| Requiem                                                             | 7:11       | 1977        | version italienne de Requiem Adaptation de Guido Armellini | album La musica mi prende come l'amore |
| Cecco                                                               | 5:36       | 1977        | en 2000, l'édition CD de l'album présente en bonus 3 titres supplémentaires poème (S'i' fosse foco, ardere' il mondo) de Cecco Angiolieri Ce titre fut diffusé en Italie en 1980, en face A d'un 45 tours (l'autre face proposait la version française de la chanson Allende - 1977, album La Frime) | 45 tours album La musica mi prende come l'amore (édition CD, 2000) |
| Gialla                                                              | 2:13       | 1977        | (auteur non identifié) | album La musica mi prende come l'amore (édition CD, 2000) |
| Io passai la vita dentro di te                                      | 3:36       | 1977        | (auteur non identifié) | album La musica mi prende come l'amore (édition CD, 2000) |
| Les Artistes                                                        | 4:54       | 1977        | | album La Frime (CBS) |
| C'est fantastique                                                   | 4:54       | 1977        | | album La Frime |
| La Jalousie                                                         | 3:38       | 1977        | | album La Frime |
| Tu penses à quoi ?                                                  | 4:45       | 1977        | | album La Frime |
| Allende                                                             | 4:25       | 1977        | chanson dédiée à Salvador Allende | album La Frime |
| La Frime                                                            | 4:06       | 1977        | | album La Frime |
| À vendre                                                            | 7:00       | 1977        | | album La Frime |
| Peille                                                              | 5:30       | 1977        | Chanson où Léo Ferré évoque son quotidien à Peille | album La Frime |
| Quand je fumerai autre chose que des Celtiques                      | 4:21       | 1977        | | album La Frime |
| Je parle à n'importe qui                                            | 57:15      | 1977        | L'œuvre est indexée à l'occasion de sa sortie dans le commerce en 2018 et propose 15 plages titrées pour partie par Ferré, pour partie par l'éditeur. | album posthume Je parle à n'importe qui (La Mémoire et la Mer) |
| Des mots                                                            | 10:57      | 1979        | | album Il est six heures ici et midi à New York (Barclay) |
| Les Musiciens                                                       | 4:47       | 1979        | | album Il est six heures ici et midi à New York |
| Ma vie est un slalom                                                | 5:07       | 1979        | | album Il est six heures ici et midi à New York |
| Porno Song                                                          | 6:06       | 1979        | | album Il est six heures ici et midi à New York |
| La Nostalgie                                                        | 6:52       | 1979        | | album Il est six heures ici et midi à New York |
| Il est six heures ici et midi à New York                            | 7:03       | 1979        | | album Il est six heures ici et midi à New York |

### Les années 1980 - 1990
- (rappel) Textes et musiques sont de Léo Ferré, sauf indications contraires.

| Titre                                                                        | Durée       | Dates                 | Remarques (auteur et/ou compositeur autre que L.F. / inédit / version alternative / autres...) | Support                                                         |
| ---------------------------------------------------------------------------- | ----------- | --------------------- | --- | --------------------------------------------------------------- |
| Aube                                                                         | 1 min 53 s  | (datation incertaine) | poème d'Arthur Rimbaud. Jamais officiellement enregistré par Léo Ferré, ce titre est resté à l'état de maquette. Les titres rassemblés en 2004 sur double CD Maudits soient-ils ! sont des maquettes de travail de Léo Ferré - consacrées à Arthur Rimbaud et Paul Verlaine - retrouvées dans ses archives personnelles. Le CD 1 regroupe des enregistrements de poèmes de Rimbaud réalisés durant les années 1980 ; une datation plus précise est hasardeuse, tenant compte du fait qu'il est précisé dans le livret de Maudits soient-ils ! : « Nous ne connaissons pas avec précision, les circonstances dans lesquelles ont été effectués les enregistrements publiés dans ce double album. » Pour une meilleure lisibilité, nous regroupons ici l'ensemble des titres du premier CD. (rappel pour les titres consacrés à Verlaine voir ici) | posthume double CD Maudits soient-ils ! (La Mémoire et la Mer)  |
| Chanson de la plus haute tour                                                | 1 min 48 s  | (datation incertaine) | poème d'Arthur Rimbaud | posthume double CD Maudits soient-ils !                         |
| Faim                                                                         | 1 min 42 s  | (datation incertaine) | poème d'Arthur Rimbaud jamais officiellement enregistré par Léo Ferré, ce titre est resté à l'état de maquette | posthume double CD Maudits soient-ils !                         |
| Le loup criait sous les feuilles                                             | 1 min 24 s  | (datation incertaine) | poème d'Arthur Rimbaud jamais officiellement enregistré par Léo Ferré, ce titre est resté à l'état de maquette | posthume double CD Maudits soient-ils !                         |
| L'Éternité                                                                   | 1 min 18 s  | (datation incertaine) | poème d'Arthur Rimbaud jamais officiellement enregistré par Léo Ferré, ce titre est resté à l'état de maquette | posthume double CD Maudits soient-ils !                         |
| On n'est pas sérieux quand on a dix-sept ans                                 | 5 min 38 s  | (datation incertaine) | poème d'Arthur Rimbaud | posthume double CD Maudits soient-ils !                         |
| La Maline                                                                    | 2 min 17 s  | (datation incertaine) | poème d'Arthur Rimbaud | posthume double CD Maudits soient-ils !                         |
| Voyelles                                                                     | 2 min 06 s  | (datation incertaine) | poème d'Arthur Rimbaud jamais officiellement enregistré par Léo Ferré, ce titre est resté à l'état de maquette | posthume double CD Maudits soient-ils !                         |
| Le Dormeur du val                                                            | 2 min 25 s  | (datation incertaine) | poème d'Arthur Rimbaud jamais officiellement enregistré par Léo Ferré, ce titre est resté à l'état de maquette | posthume double CD Maudits soient-ils !                         |
| Morts de 92 et de 93                                                         | 2 min 04 s  | (datation incertaine) | poème d'Arthur Rimbaud jamais officiellement enregistré par Léo Ferré, ce titre est resté à l'état de maquette | posthume double CD Maudits soient-ils !                         |
| Les Mains de Jeanne-Marie                                                    | 3 min 18 s  | (datation incertaine) | poème d'Arthur Rimbaud jamais officiellement enregistré par Léo Ferré, ce titre est resté à l'état de maquette | posthume double CD Maudits soient-ils !                         |
| Les Douaniers                                                                | 1 min 09 s  | (datation incertaine) | poème d'Arthur Rimbaud jamais officiellement enregistré par Léo Ferré, ce titre est resté à l'état de maquette | posthume double CD Maudits soient-ils !                         |
| Les Pauvres à l'église                                                       | 2 min 22 s  | (datation incertaine) | poème d'Arthur Rimbaud jamais officiellement enregistré par Léo Ferré, ce titre est resté à l'état de maquette | posthume double CD Maudits soient-ils !                         |
| Stupra II                                                                    | 1 min 03 s  | (datation incertaine) | poème d'Arthur Rimbaud jamais officiellement enregistré par Léo Ferré, ce titre est resté à l'état de maquette | posthume double CD Maudits soient-ils !                         |
| Le Sonnet du trou du cul                                                     | 58 s        | (datation incertaine) | poème d'Arthur Rimbaud jamais officiellement enregistré par Léo Ferré, ce titre est resté à l'état de maquette | posthume double CD Maudits soient-ils !                         |
| Le Sonnet du trou du cul (version public)                                    | 2 min 11 s  | (datation incertaine) | poème d'Arthur Rimbaud Il s'agit d'un enregistrement pirate d'un récital donné à la Grande halle de la Villette, le 9 novembre 1991 | posthume double CD Maudits soient-ils !                         |
| Le Buffet                                                                    | 1 min 44 s  | (datation incertaine) | poème d'Arthur Rimbaud | posthume double CD Maudits soient-ils !                         |
| La Violence et l'ennui                                                       | 7 min 38 s  | 1980                  | | album La Violence et l'Ennui (RCA)                              |
| La Tristesse                                                                 | 4 min 57 s  | 1980                  | | album La Violence et l'Ennui                                    |
| Géométriquement tien                                                         | 3 min 18 s  | 1980                  | | album La Violence et l'Ennui                                    |
| Words... Words... Words...                                                   | 3 min 26 s  | 1980                  | | album La Violence et l'Ennui                                    |
| Marseille                                                                    | 3 min 55 s  | 1980                  | | album La Violence et l'Ennui                                    |
| La Mer noire                                                                 | 5 min 07 s  | 1980                  | | album La Violence et l'Ennui                                    |
| FLB                                                                          | 6 min 57 s  | 1980                  | | album La Violence et l'Ennui                                    |
| Frères humains & L'amour n'a pas d'âge                                       | 4 min 27 s  | 1980                  | poème de François Villon - Léo Ferré | album La Violence et l'Ennui                                    |
| Ludwig (*)                                                                   | 9 min 24 s  | 1982                  | composition de Ludwig van Beethoven (ouverture) Egmont opus 84 disques : 1 (*) 2 (**) 3 (***) L'édition CD en 2000 est en double CD | triple album L'Imaginaire (RCA)                                 |
| Ta source (*)                                                                | 3 min 02 s  | 1982                  | | album L'Imaginaire                                              |
| La Marge (*)                                                                 | 3 min 57 s  | 1982                  | | album L'Imaginaire                                              |
| Un jean's ou deux... aujourd'hui ! (*)                                       | 2 min 36 s  | 1982                  | | album L'Imaginaire                                              |
| La Voyeuse visiteuse (*)                                                     | 1 min 59 s  | 1982                  | | album L'Imaginaire                                              |
| Christie (*)                                                                 | 8 min 35 s  | 1982                  | | album L'Imaginaire                                              |
| Je t'aime (*)                                                                | 7 min 11 s  | 1982                  | | album L'Imaginaire                                              |
| L'Imaginaire (**)                                                            | 19 min 21 s | 1982                  | | album L'Imaginaire                                              |
| Les Ascenseurs camarades (**)                                                | 6 min 31 s  | 1982                  | | album L'Imaginaire                                              |
| En faisant l'amour (**)                                                      | 4 min 34 s  | 1982                  | | album L'Imaginaire                                              |
| La Vendetta (**)                                                             | 6 min 03 s  | 1982                  | | album L'Imaginaire                                              |
| Le Bateau ivre (***)                                                         | 13 min 18 s | 1982                  | poème d'Arthur Rimbaud | album L'Imaginaire                                              |
| De toutes les couleurs (***)                                                 | 5 min 27 s  | 1982                  | | album L'Imaginaire                                              |
| L'amour meurt (***)                                                          | 13 min 08 s | 1982                  | | album L'Imaginaire                                              |
| La Sorgue (***)                                                              | 5 min 13 s  | 1982                  | | album L'Imaginaire                                              |
| Tableau I : La Salle d'audience (*)                                          | 19 min 20 s | 1983                  | L'opéra du pauvre : pour voix, chant et orchestre Les personnages sont tous interprétés par Léo Ferré Il n'est pas donné plus de détails concernant le contenu de chaque face, notamment les parties chantées de l'œuvre, auxquelles, à de très rares exceptions près, il n'a pas été attribué de titres les chansons La chemise rouge et Tango Nicaragua seront extraites de l'opéra et chanté sur scène par Ferré : voir Léo Ferré au Théâtre des Champs-Élysées par ailleurs, on retrouve dans l'opéra Les copains d'la neuille, chanson parue dans les années cinquante, sur les disques Poète... vos papiers ! et Encore du Léo Ferré (* disque 1 face A) | quadruple album L'Opéra du pauvre (RCA)                         |
| Tableau I : La Salle d'audience (suite) (*)                                  | 17 min 50 s | 1983                  | (* disque 1 face B) | album L'Opéra du pauvre                                         |
| Tableau I : La Salle d'audience (suite) Tableau II : Le bar discothèque (**) | 20 min 15 s | 1983                  | (** disque 2 face C) | album L'Opéra du pauvre                                         |
| Tableau II : Le Bar-discothèque (suite et fin) (**)                          | 20 min 30 s | 1983                  | (** disque 2 face D) | album L'Opéra du pauvre                                         |
| Tableau III : La Salle d'audience (***)                                      | 19 min 20 s | 1983                  | (*** disque 3 face E) | album L'Opéra du pauvre                                         |
| Tableau III : La Salle d'audience (suite) (***)                              | 19 min 56 s | 1983                  | (*** disque 3 face F) | album L'Opéra du pauvre                                         |
| Tableau III : Final et épilogue (****)                                       | 19 min 15 s | 1983                  | (**** disque 4 face G) | album L'Opéra du pauvre                                         |
| Le Chant du hibou (instrumental) (****)                                      | 20 min 45 s | 1983                  | (**** disque 4 face I) | album L'Opéra du pauvre                                         |
| La Chemise rouge                                                             | 4 min 21 s  | 1984                  | titre extrait de L'Opéra du pauvre | triple album Léo Ferré au Théâtre des Champs-Élysées (RCA)      |
| Le Tango Nicaragua                                                           | 1 min 23 s  | 1984                  | titre extrait de L'Opéra du pauvre | album Léo Ferré au Théâtre des Champs-Élysées                   |
| T'as de beaux yeux, tu sais ?                                                | 2 min 14 s  | 1984                  | titre inédit, jamais enregistré en studio par Léo Ferré | album Léo Ferré au Théâtre des Champs-Élysées                   |
| La Vie moderne (version 1984)                                                | 5 min 06 s  | 1984                  | voir Encore du Léo Ferré | album Léo Ferré au Théâtre des Champs-Élysées                   |
| La Porte                                                                     | 3 min 10 s  | 1984                  | poème de Guillaume Apollinaire titre inédit, jamais enregistré en studio par Léo Ferré | album Léo Ferré au Théâtre des Champs-Élysées                   |
| Le Printemps des poètes                                                      | 4 min 05 s  | 1984                  | titre jamais enregistré en studio par Léo Ferré Ferré reprend ce titre chanté et enregistré en public en 1969 (voir Récital 1969 en public à Bobino) | album Léo Ferré au Théâtre des Champs-Élysées                   |
| Nuit d'absence                                                               | 4 min 03 s  | 1985                  | paroles de Jean-Roger Caussimon | album RCA Les Loubards                                          |
| Les Spécialistes                                                             | 5 min 05 s  | 1985                  | paroles de Jean-Roger Caussimon | album Les Loubards                                              |
| Les Vieux chagrins                                                           | 4 min 14 s  | 1985                  | paroles de Jean-Roger Caussimon | album Les Loubards                                              |
| Avant de te connaitre                                                        | 4 min 20 s  | 1985                  | paroles de Jean-Roger Caussimon | album Les Loubards                                              |
| J'entends passer le temps                                                    | 3 min 25 s  | 1985                  | paroles de Jean-Roger Caussimon | album Les Loubards                                              |
| Les Loubards                                                                 | 6 min 15 s  | 1985                  | paroles de Jean-Roger Caussimon | album Les Loubards                                              |
| Comment ça marche                                                            | 5 min 05 s  | 1985                  | paroles de Jean-Roger Caussimon | album Les Loubards                                              |
| Métaphysic song                                                              | 6 min 02 s  | 1985                  | paroles de Jean-Roger Caussimon | album Les Loubards                                              |
| Les Drapeaux merveilleux                                                     | 2 min 40 s  | 1985                  | paroles de Jean-Roger Caussimon | album Les Loubards                                              |
| On n'est pas sérieux quand on a dix-sept ans                                 | 4 min 20 s  | 1986                  | poème d'Arthur Rimbaud | double album On n'est pas sérieux quand on a dix-sept ans (EPM) |
| Les morts qui vivent                                                         | 3 min 33 s  | 1986                  | | double album On n'est pas sérieux quand on a dix-sept ans       |
| Colloque sentimental                                                         | 4 min 18 s  | 1986                  | poème de Paul Verlaine | double album On n'est pas sérieux quand on a dix-sept ans       |
| Les Cloches & La Tzigane                                                     | 5 min 50 s  | 1986                  | poème de Guillaume Apollinaire | double album On n'est pas sérieux quand on a dix-sept ans       |
| Tout ce que tu veux                                                          | 5 min 48 s  | 1986                  | | double album On n'est pas sérieux quand on a dix-sept ans       |
| Gaby                                                                         | 4 min 47 s  | 1986                  | | double album On n'est pas sérieux quand on a dix-sept ans       |
| Marie (2e version)                                                           | 5 min 55 s  | 1986                  | poème de Guillaume Apollinaire (rappel : pour la 1re version voir 1973) | double album On n'est pas sérieux quand on a dix-sept ans       |
| Le Sommeil du juste                                                          | 1 min 52 s  | 1986                  | | double album On n'est pas sérieux quand on a dix-sept ans       |
| Je te donne ces vers                                                         | 1 min 15 s  | 1986                  | poème de Charles Baudelaire | double album On n'est pas sérieux quand on a dix-sept ans       |
| Le Manque                                                                    | 7 min 02 s  | 1986                  | | double album On n'est pas sérieux quand on a dix-sept ans       |
| Visa pour l'Amérique                                                         | 5 min 14 s  | 1986                  | | double album On n'est pas sérieux quand on a dix-sept ans       |
| Si tu ne mourus pas                                                          | 3 min 30 s  | 1986                  | poème de Paul Verlaine | double album On n'est pas sérieux quand on a dix-sept ans       |
| Personne                                                                     | 6 min 26 s  | 1986                  | | double album On n'est pas sérieux quand on a dix-sept ans       |
| L'Examen de minuit & Dorothée                                                | 5 min 20 s  | 1986                  | poème de Charles Baudelaire | double album On n'est pas sérieux quand on a dix-sept ans       |
| Le Faux Poète                                                                | 3 min 00 s  | 1986                  | | double album On n'est pas sérieux quand on a dix-sept ans       |
| Lorsque tu me liras                                                          | 2 min 22 s  | 1986                  | | double album On n'est pas sérieux quand on a dix-sept ans       |
| Quand le soleil se lèvera                                                    | 59 s        | 1988                  | Léo Ferré dit ce texte en introduction de la chanson Y'en a marre, lors de son récital au Théâtre Libertaire de Paris | Triple album Léo Ferré en public au TLP Déjazet                 |
| Vison l'éditeur                                                              | 4 min 18 s  | 1990                  | | album Les Vieux Copains (EPM)                                   |
| Les Vieux Copains                                                            | 6 min 24 s  | 1990                  | | album Les Vieux Copains                                         |
| Le fleuve aux amants (2e version)                                            | 2 min 46 s  | 1990                  | (rappel : pour la 1re version, voir 1955) | album Les Vieux Copains                                         |
| En amour                                                                     | 2 min 50 s  | 1990                  | | album Les Vieux Copains                                         |
| La Maline                                                                    | 2 min 45 s  | 1990                  | poème d'Arthur Rimbaud | album Les Vieux Copains                                         |
| Notre amour (2e version)                                                     | 2 min 06 s  | 1990                  | (rappel : pour la 1re version, voir Paris canaille) | album Les Vieux Copains                                         |
| Où vont-ils ?                                                                | 5 min 52 s  | 1990                  | | album Les Vieux Copains                                         |
| C'est une...                                                                 | 5 min 33 s  | 1990                  | | album Les Vieux Copains                                         |
| Elle tourne... la terre                                                      | 3 min 02 s  | 1990                  | | album Les Vieux Copains                                         |
| La Poisse                                                                    | 2 min 44 s  | 1990                  | | album Les Vieux Copains                                         |
| Cloclo la cloche                                                             | 5 min 17 s  | 1990                  | | album Les Vieux Copains                                         |
| Y a une étoile                                                               | 3 min 57 s  | 1990                  | | album Les Vieux Copains                                         |
| Automne malade                                                               | 3 min 40 s  | 1990                  | poème de Guillaume Apollinaire | album Les Vieux Copains                                         |
| L'Europe s'ennuyait                                                          | 5 min 37 s  | 1990                  | | album Les Vieux Copains                                         |
| La Chanson triste (3e version)                                               | 3 min 06 s  | 1990                  | (rappel : pour la 1re version, voir 1955 ; pour la 2e version voir Encore du Léo Ferré) | album Les Vieux Copains                                         |
| Jadis, si je me souviens bien [...]                                          | 2 min 27 s  | 1991                  | « mise en musique » du recueil d'Arthur Rimbaud Une saison en enfer | album Une saison en enfer (EPM)                                 |
| Mauvais sang                                                                 | 15 min 43 s | 1991                  | | album Une saison en enfer                                       |
| Nuit de l'enfer                                                              | 6 min 51 s  | 1991                  | | album Une saison en enfer                                       |
| Délires I : Vierge folle & L'Époux infernal                                  | 12 min 47 s | 1991                  | | album Une saison en enfer                                       |
| Délires II : Alchimie du verbe                                               | 14 min 03 s | 1991                  | | album Une saison en enfer                                       |
| L'Impossible                                                                 | 5 min 41 s  | 1991                  | | album Une saison en enfer                                       |
| L'Éclair                                                                     | 3 min 07 s  | 1991                  | | album Une saison en enfer                                       |
| Matin                                                                        | 2 min 10 s  | 1991                  | | album Une saison en enfer                                       |
| Adieu                                                                        | 4 min 28 s  | 1991                  | | album Une saison en enfer                                       |
| Tu chanteras                                                                 | 1 min 19 s  | 1992                  | Titre chanté lors du dernier concert de léo ferré | Livre + CD : Avec le temps de Patrick Buisson (1995)            |
| Le Vieux Marin                                                               | 3 min 49 s  | 2000                  | Lorsque Léo Ferré meurt en 1993, il travaillait à la réalisation de ce futur album Les enregistrements proposés sur l'édition posthume sont des maquettes de travail enregistrées chez lui | album posthume Métamec (La Mémoire et la Mer)                   |
| La Méthode                                                                   | 6 min 50 s  | 2000                  | | album Métamec                                                   |
| Michel                                                                       | 2 min 21 s  | 2000                  | Ce titre est dédié au journaliste Michel Lancelot | album Métamec                                                   |
| Métamec                                                                      | 18 min 04 s | 2000                  | Métamec est dit sur l'accompagnement musicale du Bateau ivre (voir Ludwig - L'Imaginaire - Le Bateau ivre), (Ferré avait composé une autre musique, qu'il n'a pas eu le temps d'enregistrer) | album Métamec                                                   |
| Zaza                                                                         | 9 min 28 s  | 2000                  | | album Métamec                                                   |
| Du coco                                                                      | 3 min 49 s  | 2000                  | | album Métamec                                                   |
| Death... Death... Death...                                                   | 14 min 53 s | 2000                  | | album Métamec                                                   |
| Si tu veux tu es neuve                                                       | 2 min 44 s  | 2000                  | | album Métamec                                                   |
| Opus X (instrumental)                                                        | 1 min 58 s  | 2000                  | | album Métamec                                                   |